# アングロジャパニーズ・スタイル
アングロ･ジャパニーズ・スタイル（英語: Anglo-Japanese style）は、19世紀後半のイギリスでのインテリアや応用芸術の創造におけるさまざまなスタイルの1つで、イギリスにおいて1851年ごろから1900年の間に発展した、日本のデザインと文化に影響された新しい感覚の芸術スタイル。特に装飾芸術や建築に影響を与えたことが知られる。
「アングロ・ジャパニーズ」という言葉の最初の使用は、1851年に起こる。同時期の東洋のデザインと文化に対するより広い関心が、当時英国の審美運動の特徴ともみなされていた。

### インテリアデザイン

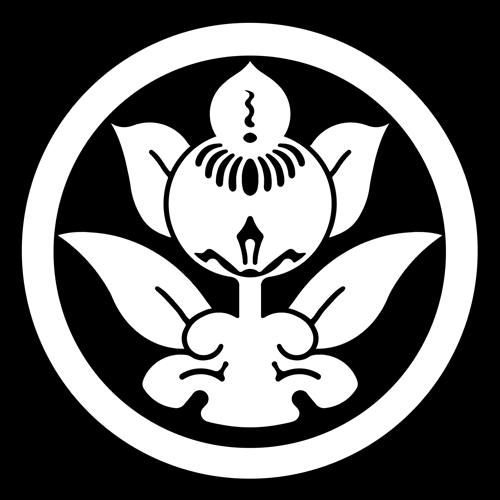
紋の例

### 建築

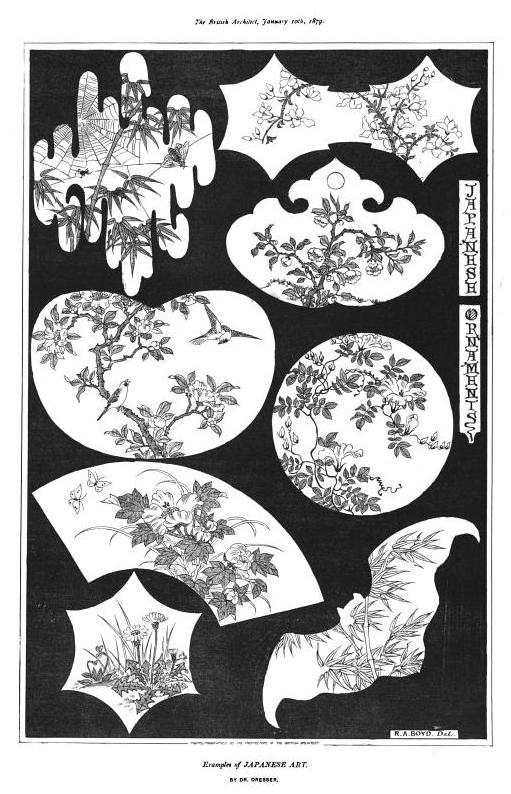
ドレッサー、「日本の装飾」 (1879)

### 金属加工

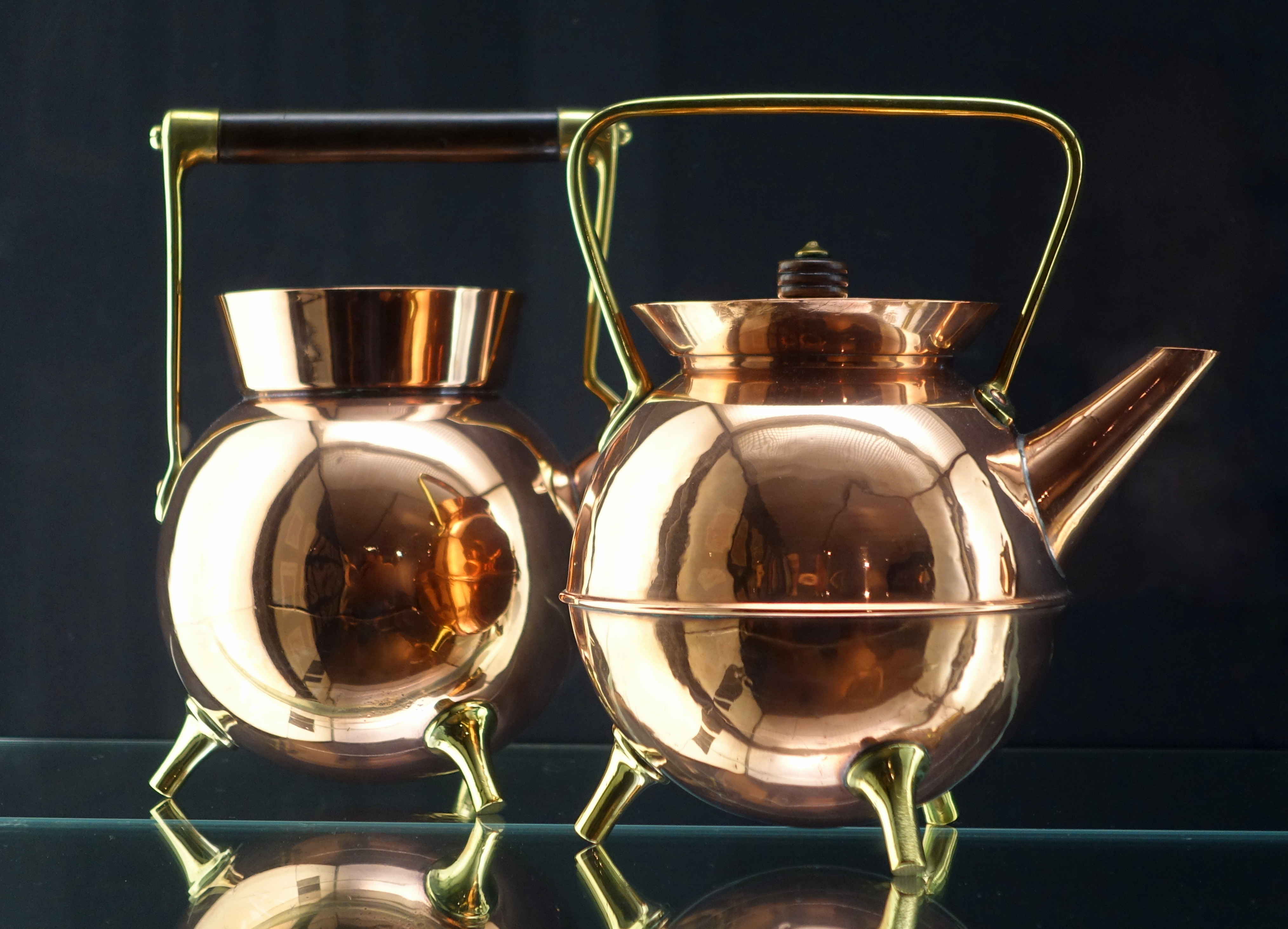
ドレッサー、真ちゅう-銅のやかん（1885）

## 歴史
アジアからの応用芸術のアイテムは、東インド経由でキャンペーン商品とスパイスとともに西ヨーロッパに到着。当時のアジア諸国の文化についての知識はほとんどなかったが、しだいに日常生活に入り込み、日本やベトナムの磁器が用いられるようになる。物事は、ポルトガル、オランダ、ドイツ、英の日常的なものとの異国情緒とも完全なる非類似性の特徴が保持される。日本の文化現象が浸透するターニングポイントは大日本帝国が明治維新と呼ばれる政策の中で独自の国境を開いた19世紀である。
中国の芸術を注意深く研究し、象形文字の碑文を読み、それらを実際の日本の工芸品と比較することによって、日本の巨匠の作品を中国のコレクションから分岐することを可能とした。しかし、中国のスタイルの類似性とサンプルやテクノロジーに関して頻繁に借用するスタイル、より巧妙で、洗練された厳格さ、感情の傾向がなく、装飾も限られる日本の芸術の特徴を完全に消し去ることはできなかった。

## エミル・ギメと日本の芸術
リヨン出身の産業家、エミール・ギメ（フランス語: Émile Guimet （1836-1918）はもともと、エジプト、アジア、そして古代宗教に関した博物館を作ることを目的としていた。将来の博物館は、ギメが旅行中に収集したコレクションに基づいていた。彼はギリシャ、アラブエジプトを訪れ、その後、日本、中国、インドに立ち寄り、世界中を旅した（1876年）。
彼は当時の貴族が行う教育旅行の伝統から、旅行の準備ができており、スーツケースに加えて、フランスへ輸出の対象とならないものや現象（建築物、城、修道院、風景など）を記録するためにアーティストが雇われた。ギメは日本滞在中、常に店舗や廃墟となった寺院を訪れ、絵画、彫刻、巻物などを買い続けていた。そして300もの絵画、600ものの彫刻、1,000にもおよぶ巻物を集め、芸術、科学、執筆とさまざまな分野に携わっていく。
このコレクションは、1879年にリヨンでまず展覧披露された。ギメのコレクションの並外れた芸術的および科学的価値から、1889年にはパリでも紹介披露された。

## 英国の日本美術
イギリスでは日本の芸術はフランスより少し早く紹介される。1852年には早くもロンドンの装飾美術館は日本の磁器と漆器のコレクションを購入。 1854年、日本の芸術作品のコレクションがロンドンの水彩画協会から37ユニット程度の量で購入された。これは、フランス人ギメのコレクションに比して大幅に少ない量である。その後の1862年国際展示会で、ブリンコレクションの小さな日本のコレクションが、西洋の日本美術の歴史の中で最も影響力のあるイベントの1つとみなされていた。

### 英和スタイルの出現
英国の家具に対する日本の影響は表面的で限定的であったことは明らかで、これは英国自身の伝統と利便性に対する要求があったからである。多くの場合これらの影響は、日本の装飾モチーフにのみで、類似もしくは単純化された形と装飾に限定されていた。
英日スタイルは18世紀以来、大陸側の陶器場とは異なる地域の特徴を持っていた英国の陶器生産に大きな影響を与えた。
- ウスター磁器は日本の磁器のスタイルを非常によく使用していた。
- デボンで生産されたワトコムセラミックは、釉薬を使わずに製品を作り、日本の形と天然のテラコッタペイントの美学を模倣した。
- 1879年にリンソープ工場でセラミックの生産が確立されたが、その装飾的な品質が英国市場には類似品がなかった。この陶器は、日本製品の美観が際立っていた。
- 英国でのガラス生産における日本の影響。

### 1850-1859 ; Early Exchange

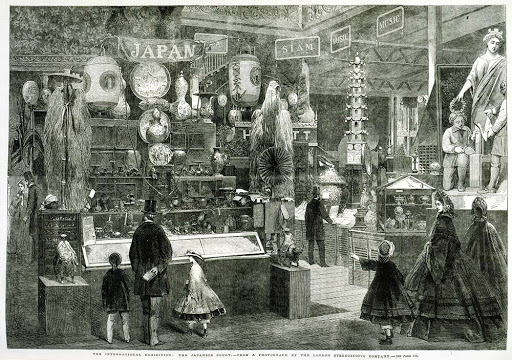
日本　1862年国際展示会

### 1860-1869; Import Influx

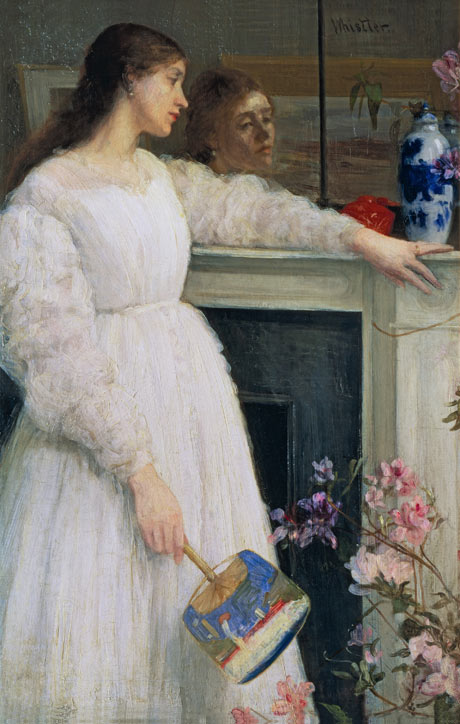
ウィスラー1864

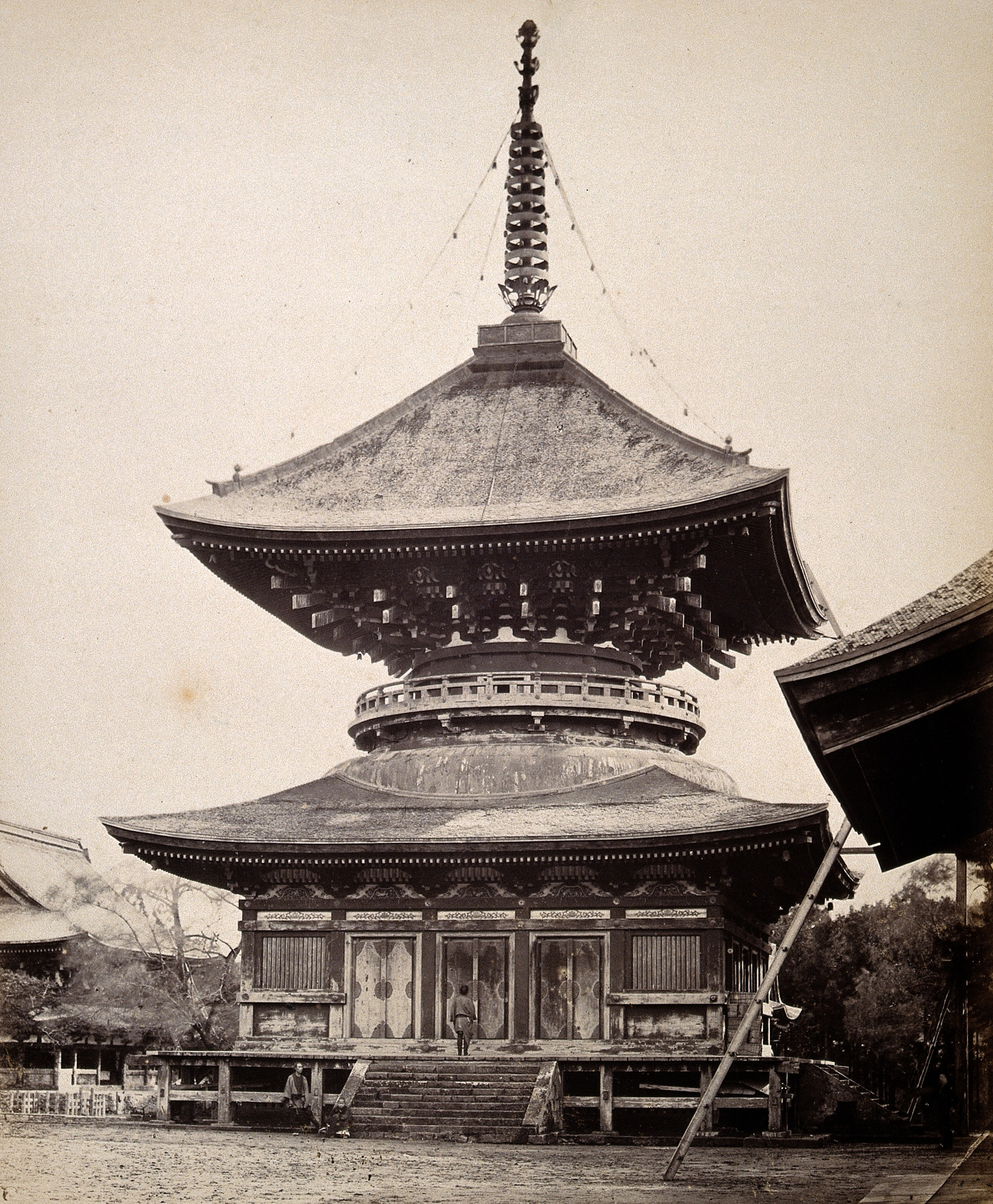
ベアト、横浜写真の例
ウィスラー、ラ・プランセス・デュ・デ・ラ・porcelaine（1863年から1865年）　芸術の酒のためのアートスタイル、の例
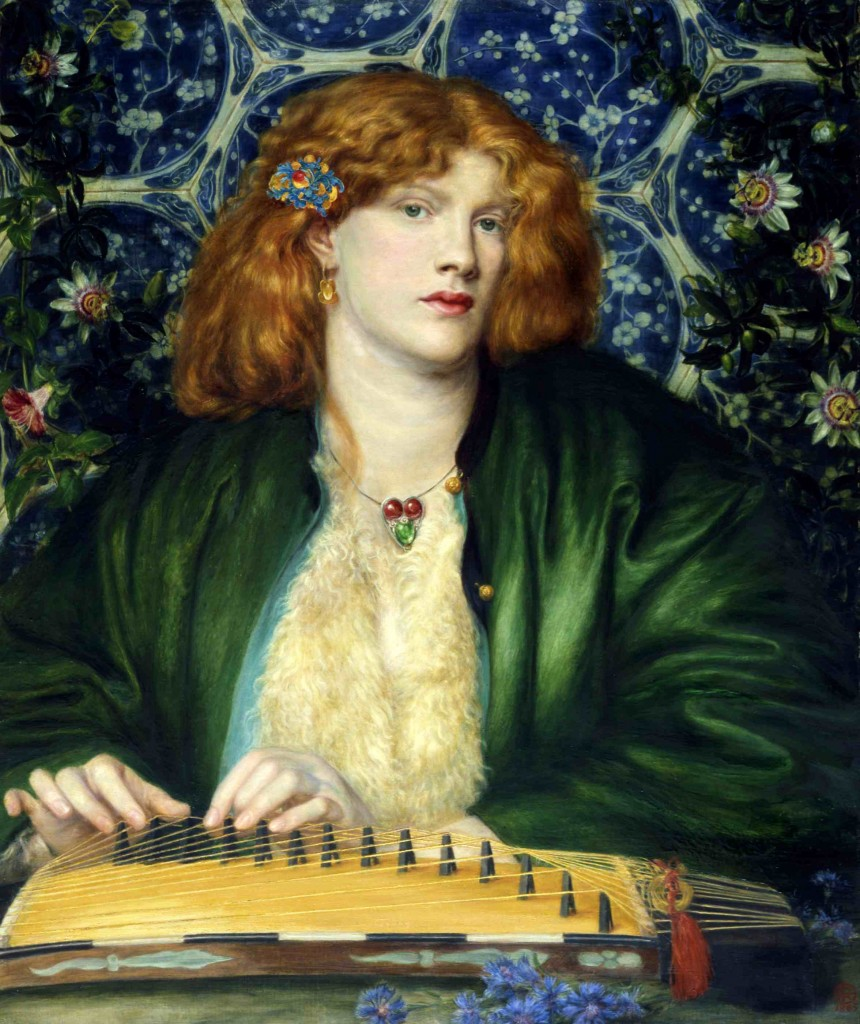
ロセッティ、ブルーバウアー（1865）、シッターが箏を弾いている

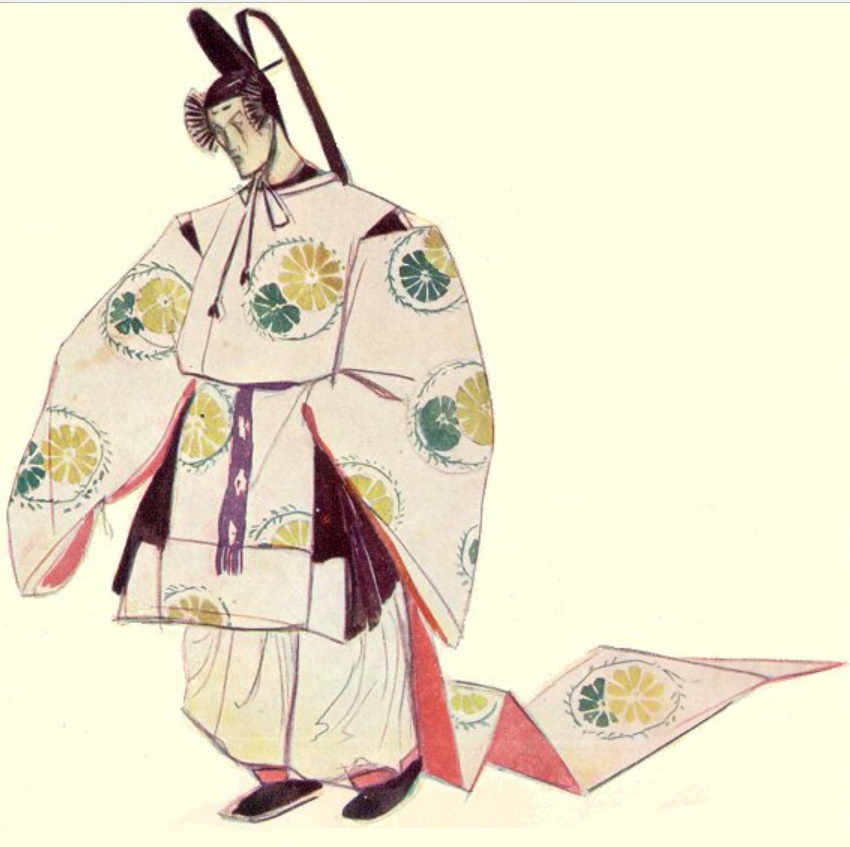
リケッツ ミカドのデザイン

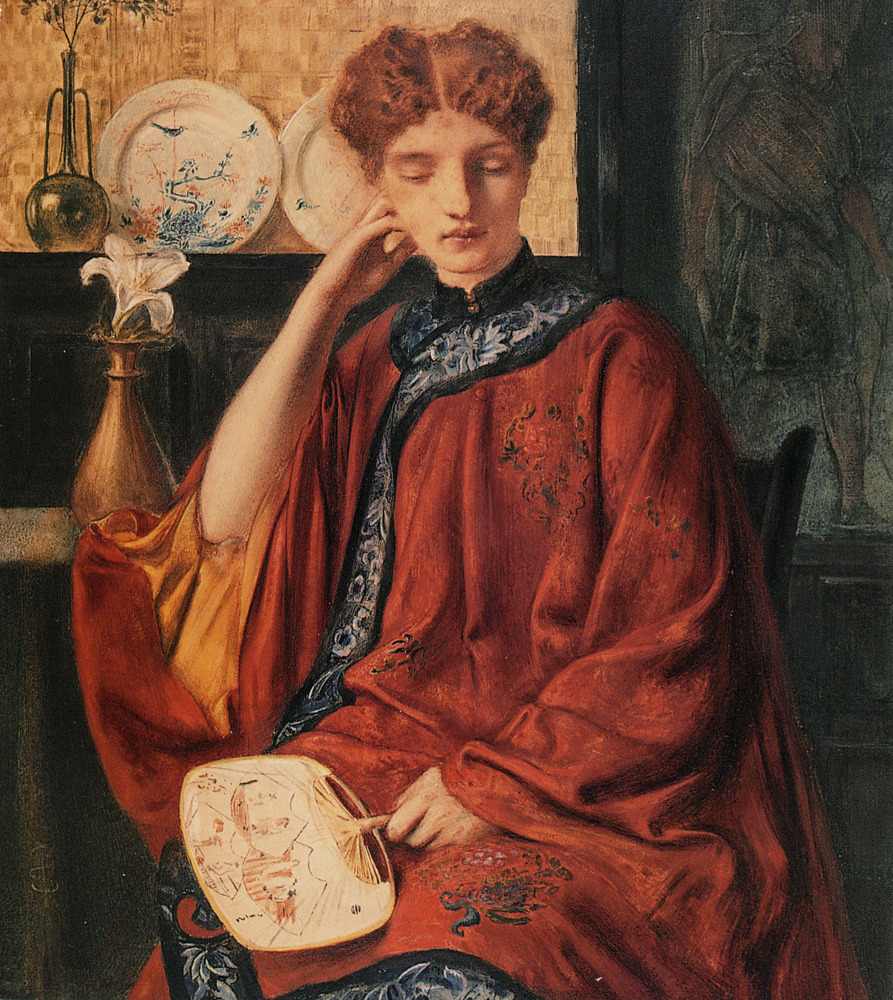
ソロモン「The Japanese Fan」 (1865)
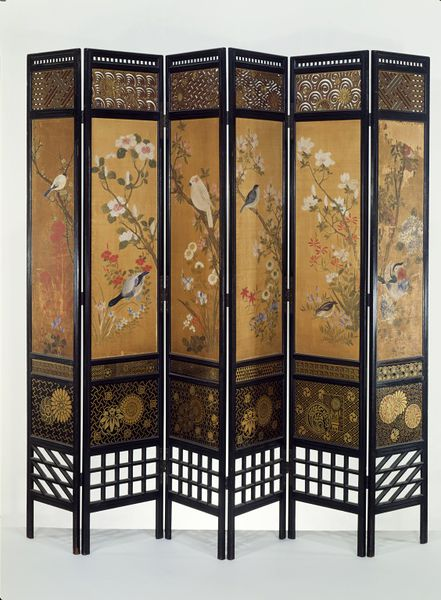
ネスフィールド 「Japanese Screen」 (1867)
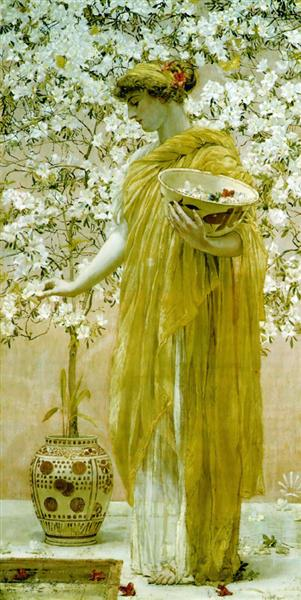
ムーア「Azaleas」 (1868)

### 1870-1879; 影響力と模倣

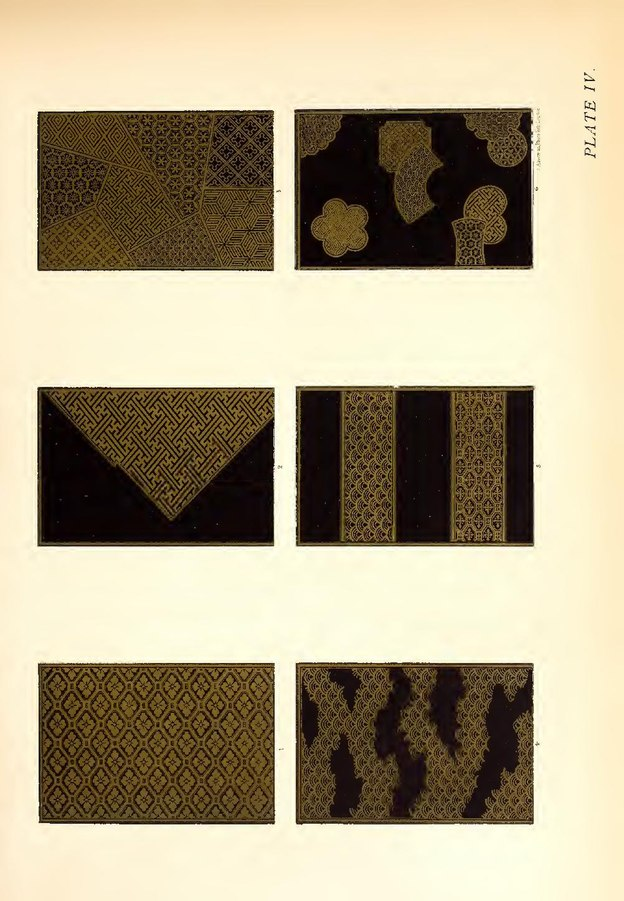
ケラミックアート　ジャパンプレートIV

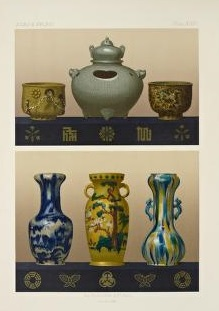
Awagi ケラミックウェア

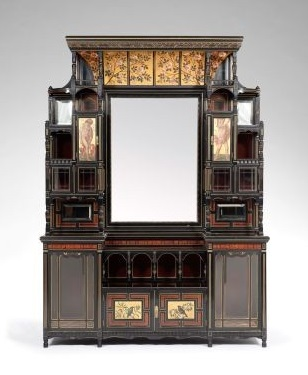
コティエ　キャビネット
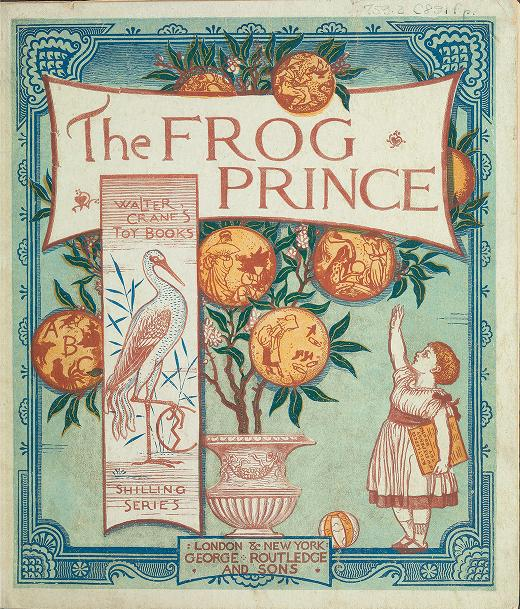
Crane, カエルの王子（1874）
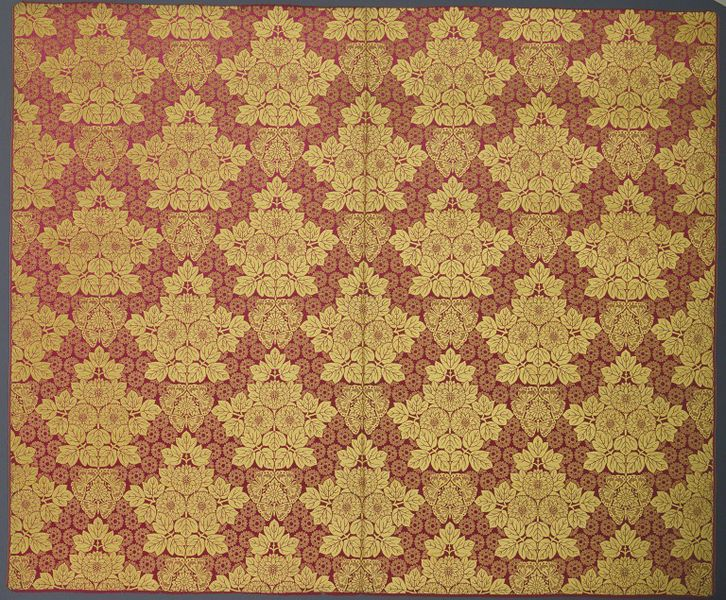
Godwin Anglo-Japanese Wallpaper (c.1874)
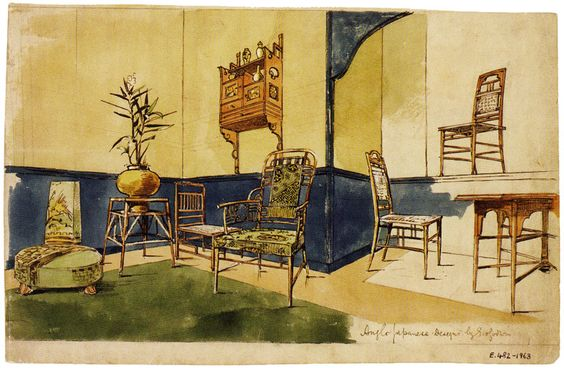
ゴッドウィン、アングロジャパニーズ家具（1875）
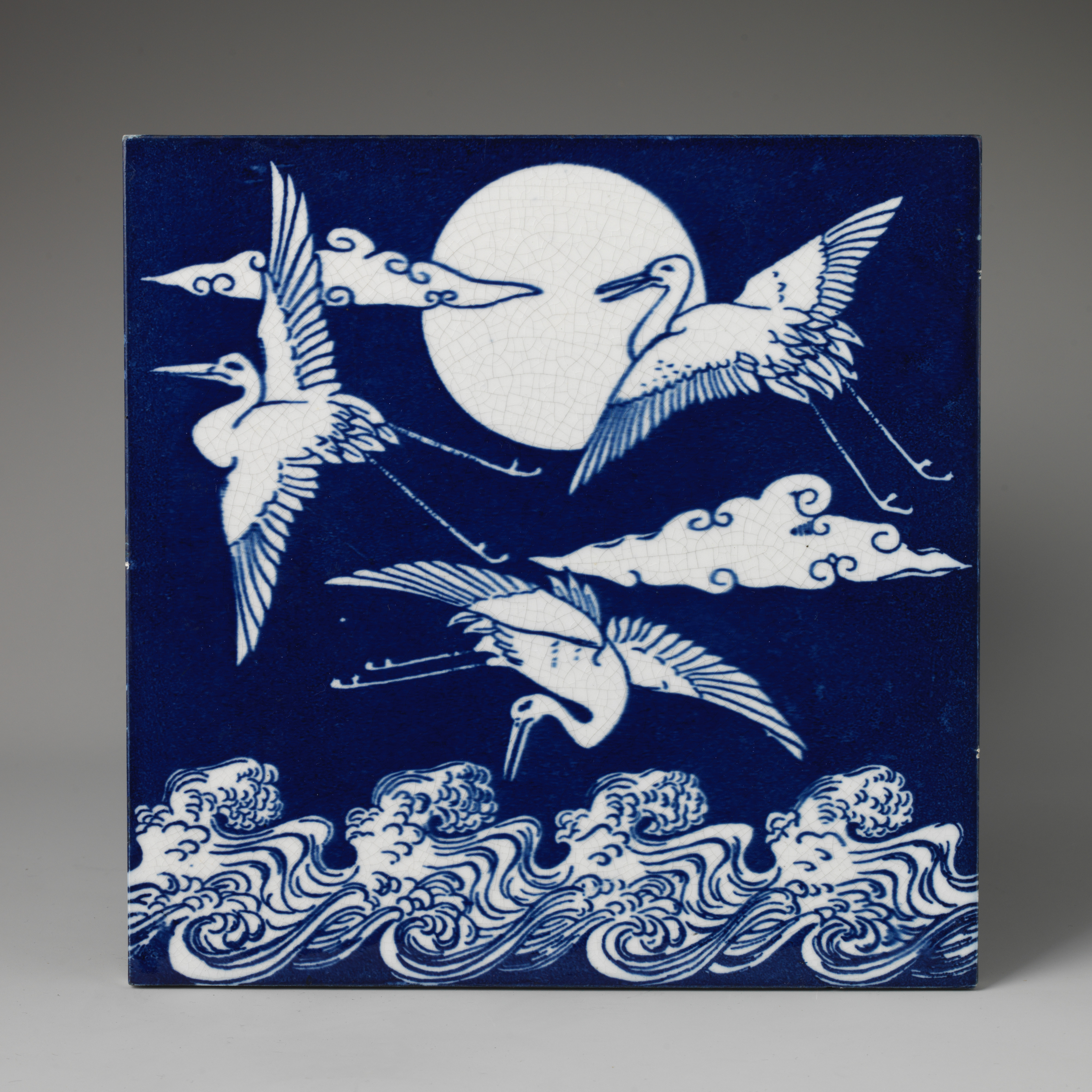
ドレッサー、スタッフォードシャー・セラミックタイル（1875年頃）
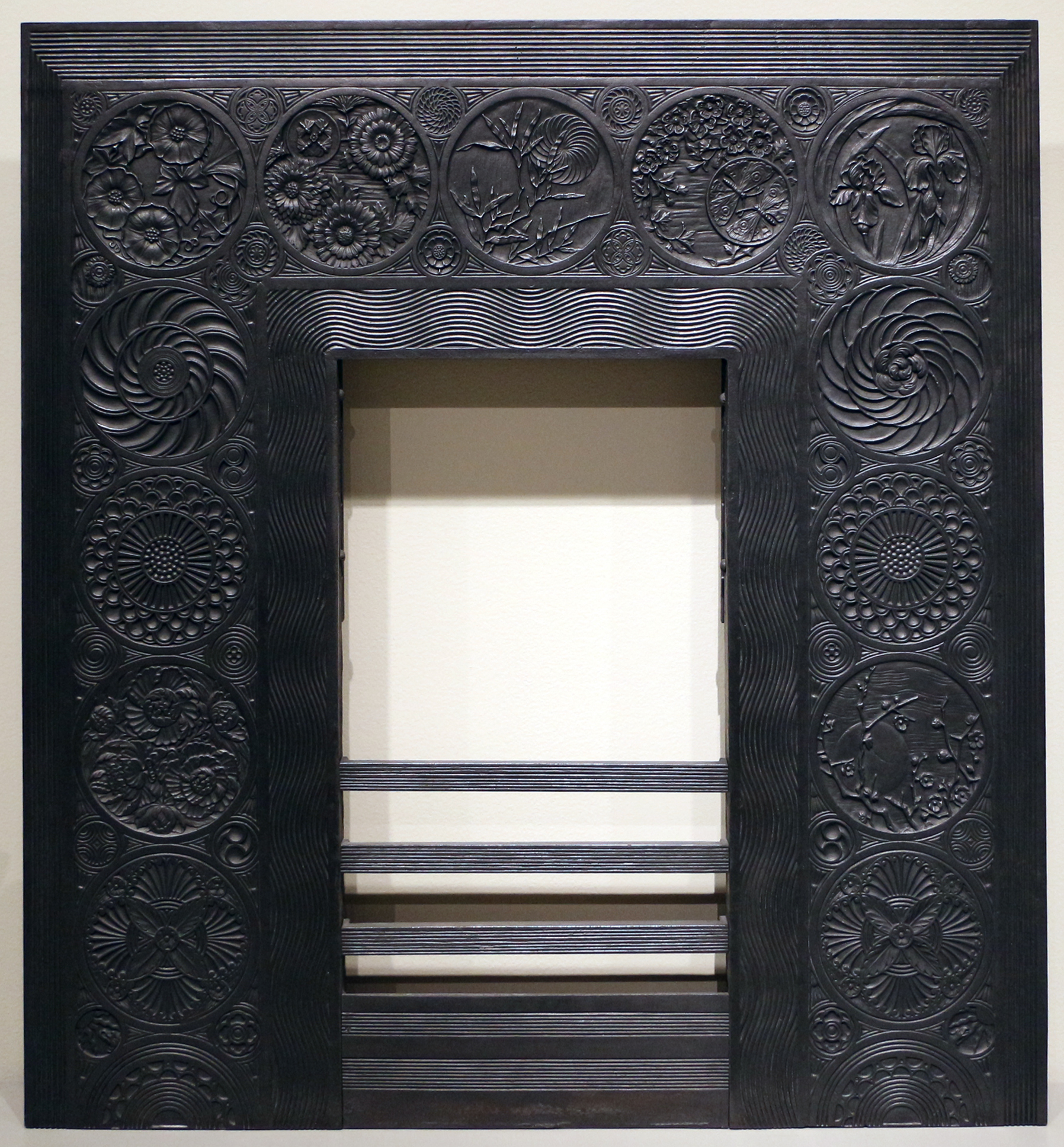
Jeckyll 月のための暖炉バーナード、ビショップ＆Barnards（1875）
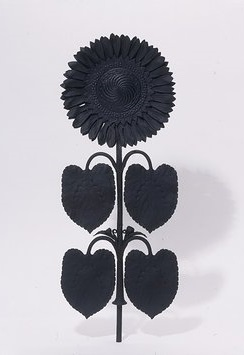
Jeckyll、日本館のひまわりの手すり（1876）
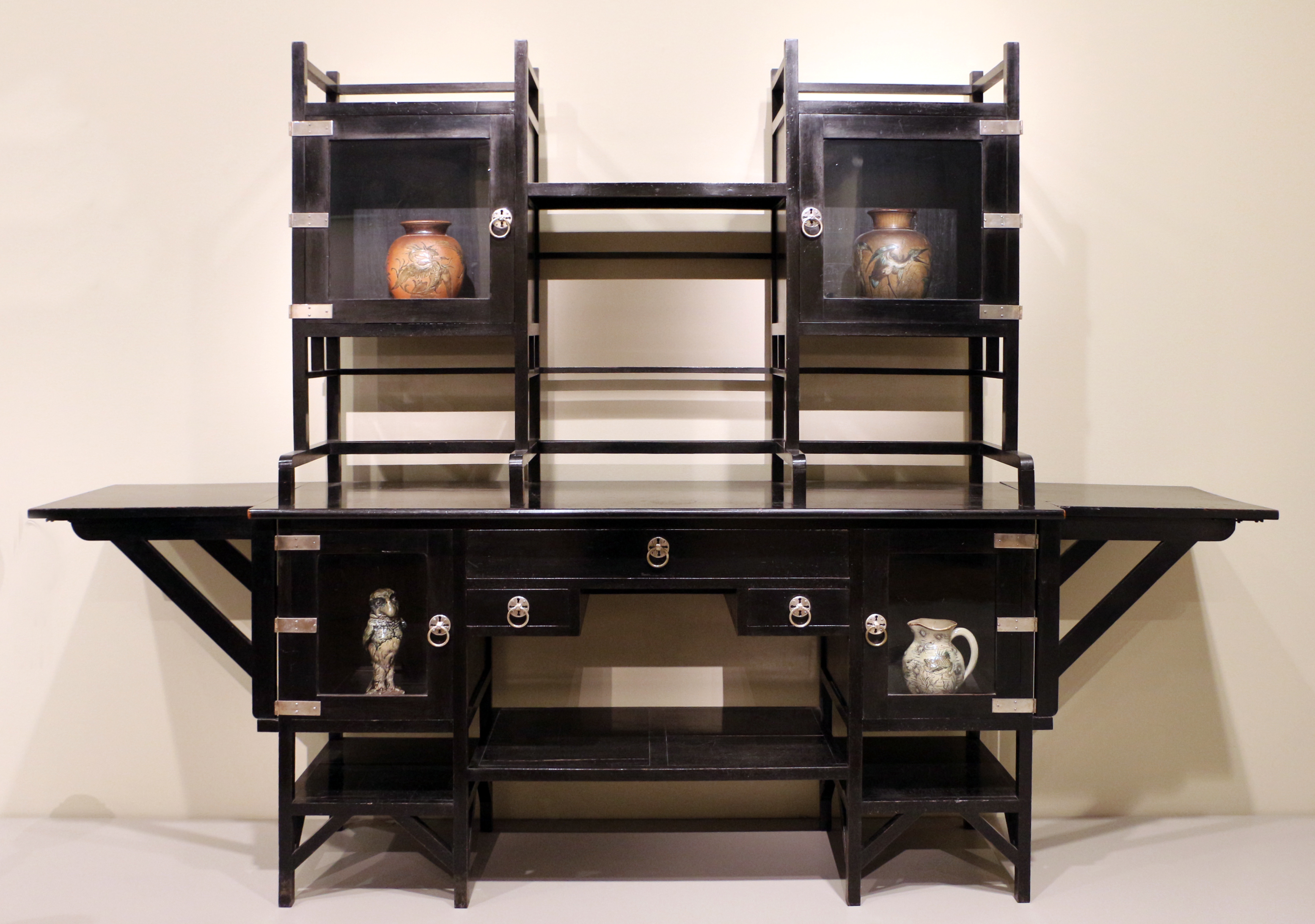
エドワード・ウィリアム・ゴッドウィン、ウィリアム・ワットのサイドボード（1876）
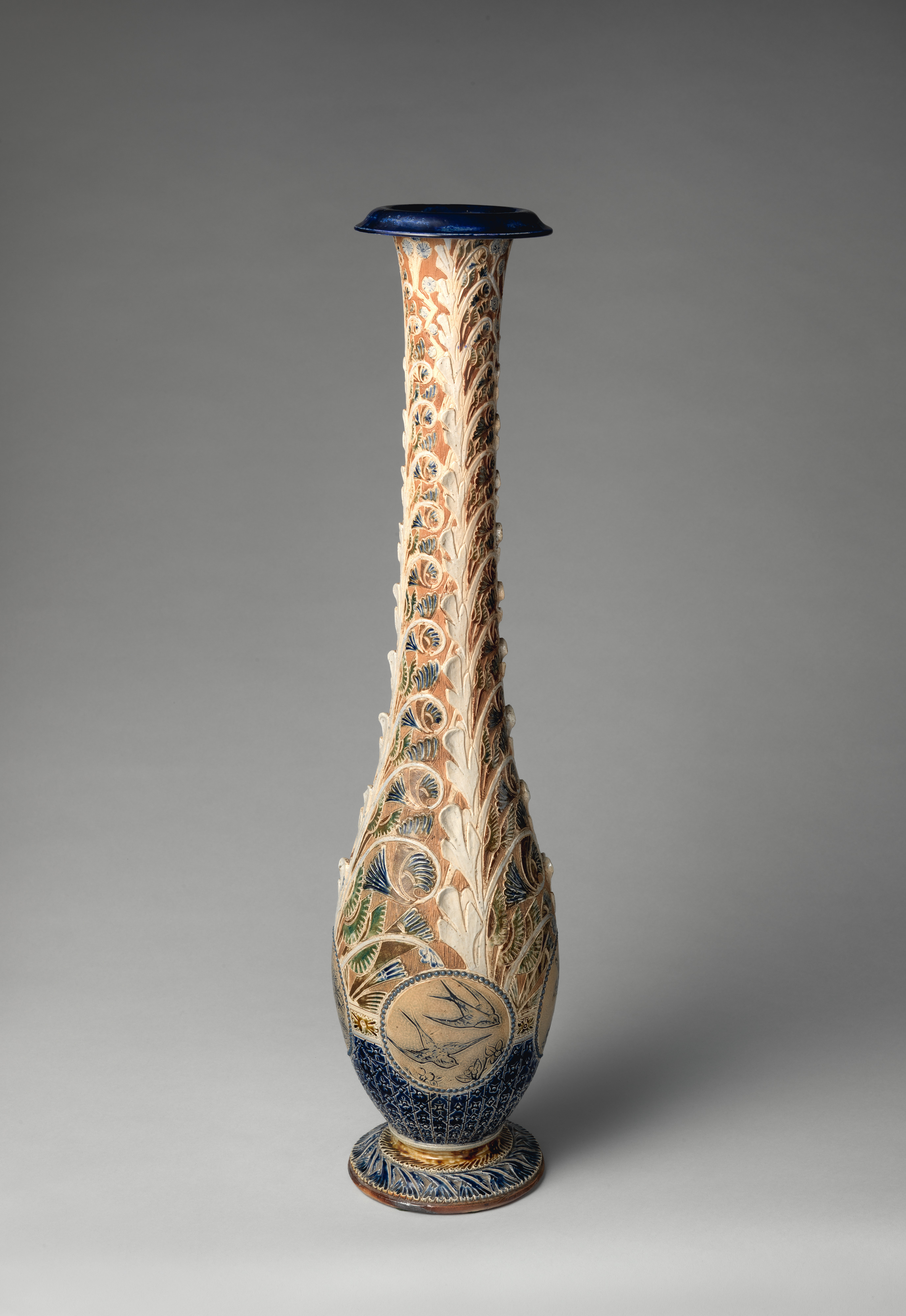
マーティンブラザーズ、日本の鳥のモチーフの花瓶（1876）
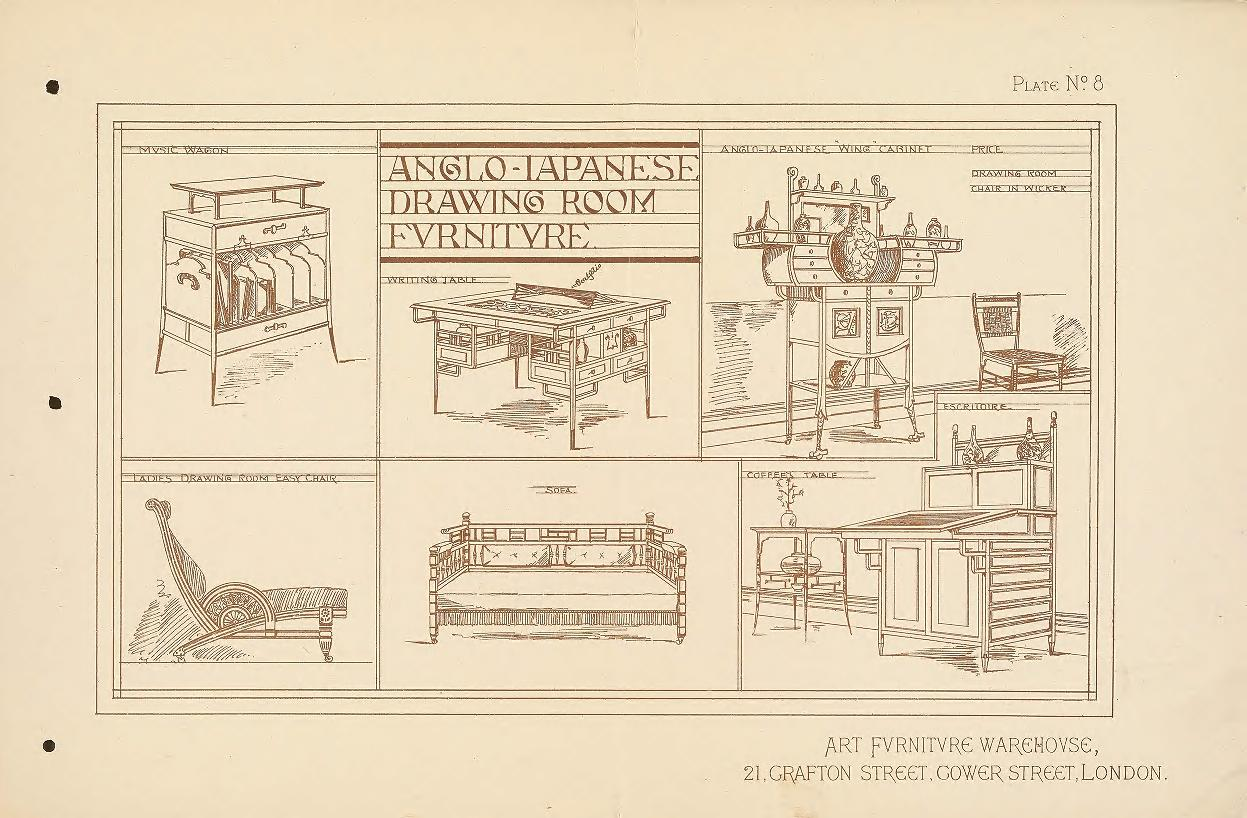
ゴッドウィン、アート家具（1877）
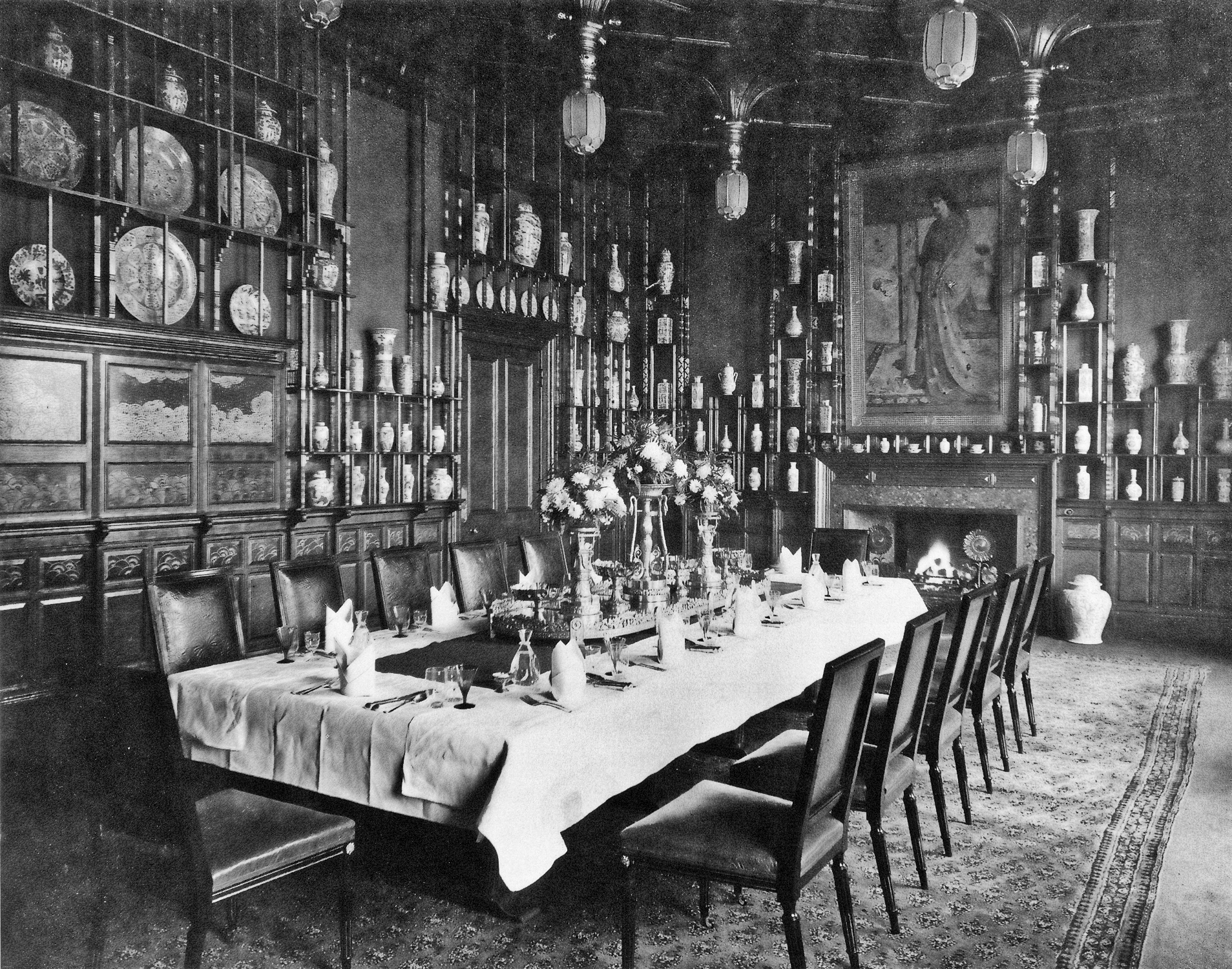
ピーコックルーム（1877年; 1890年に撮影された画像）]]
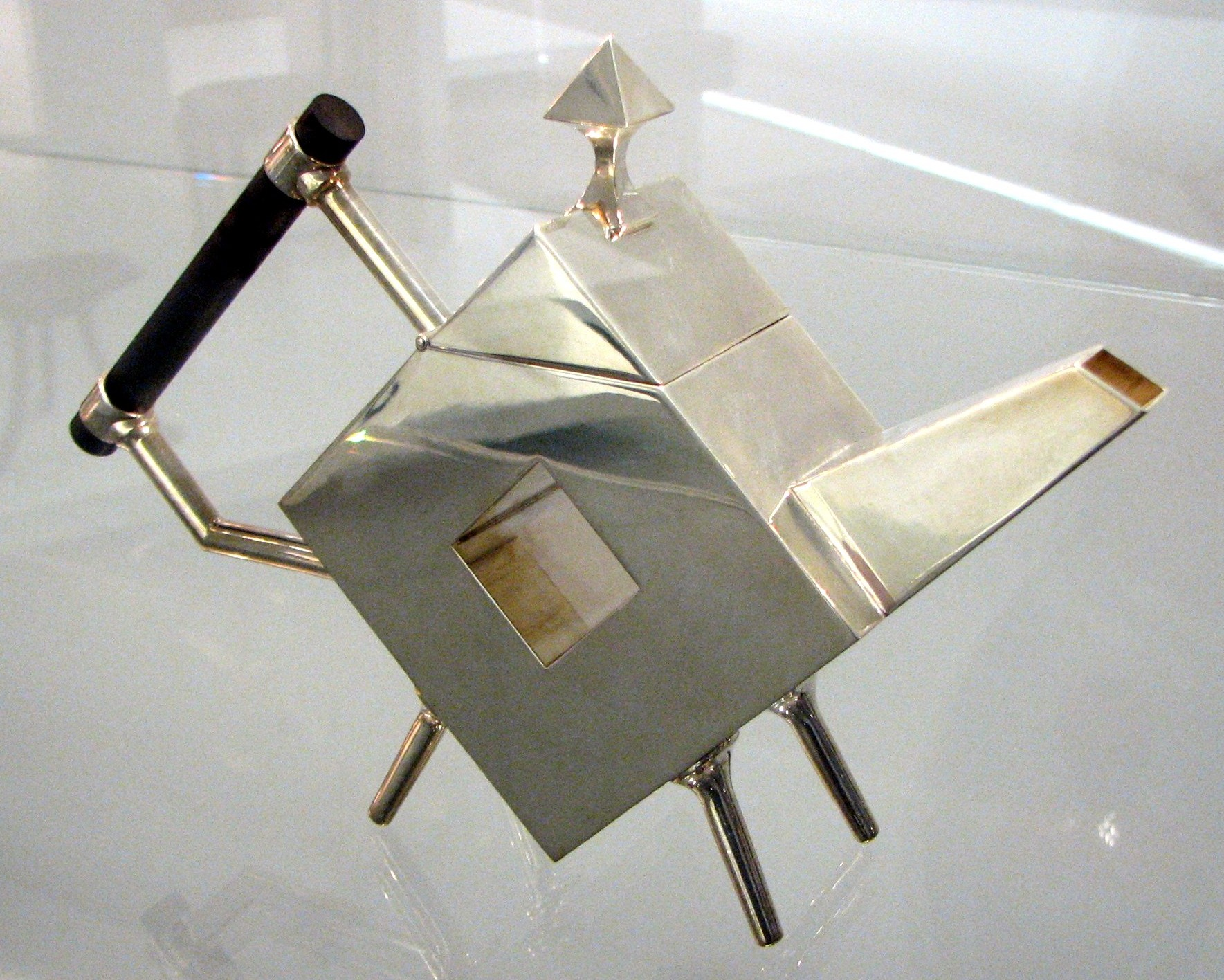
ドレッサー、ティーポット、（1879）
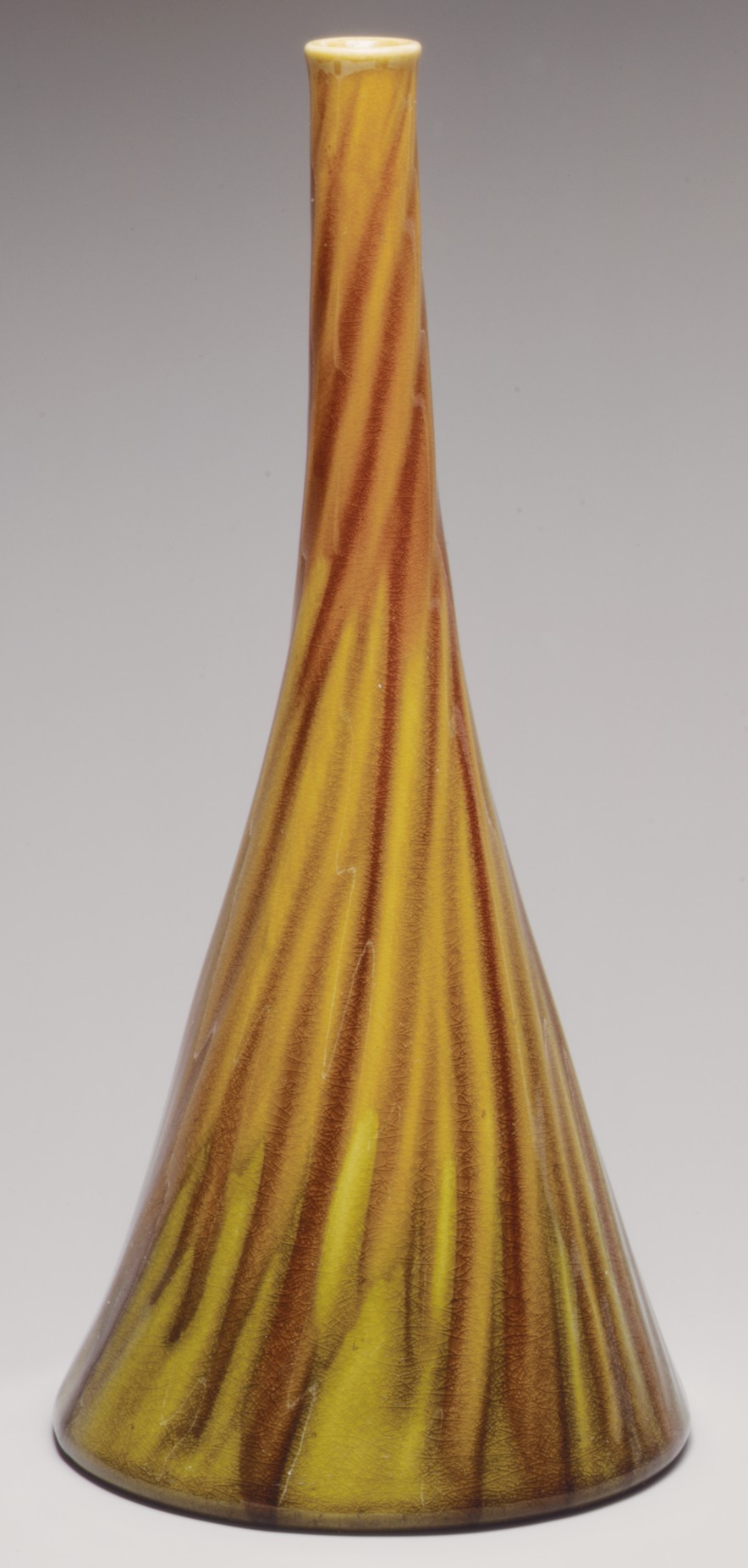
ドレッサー、リンソープアート陶器花瓶（1879-1882）

### 1880-1889; 美的芸術

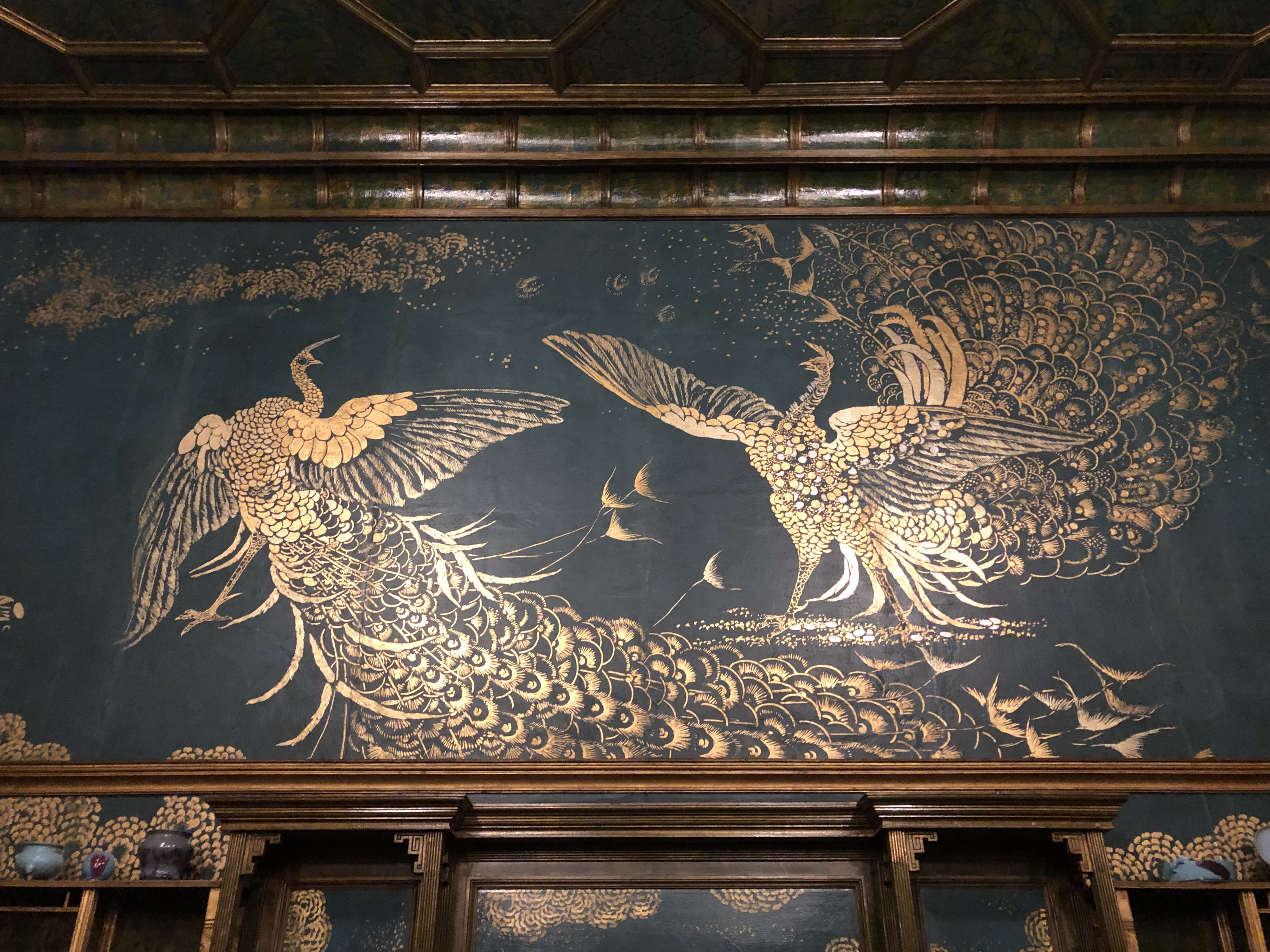
Peacock motif (painted 1876-1877)
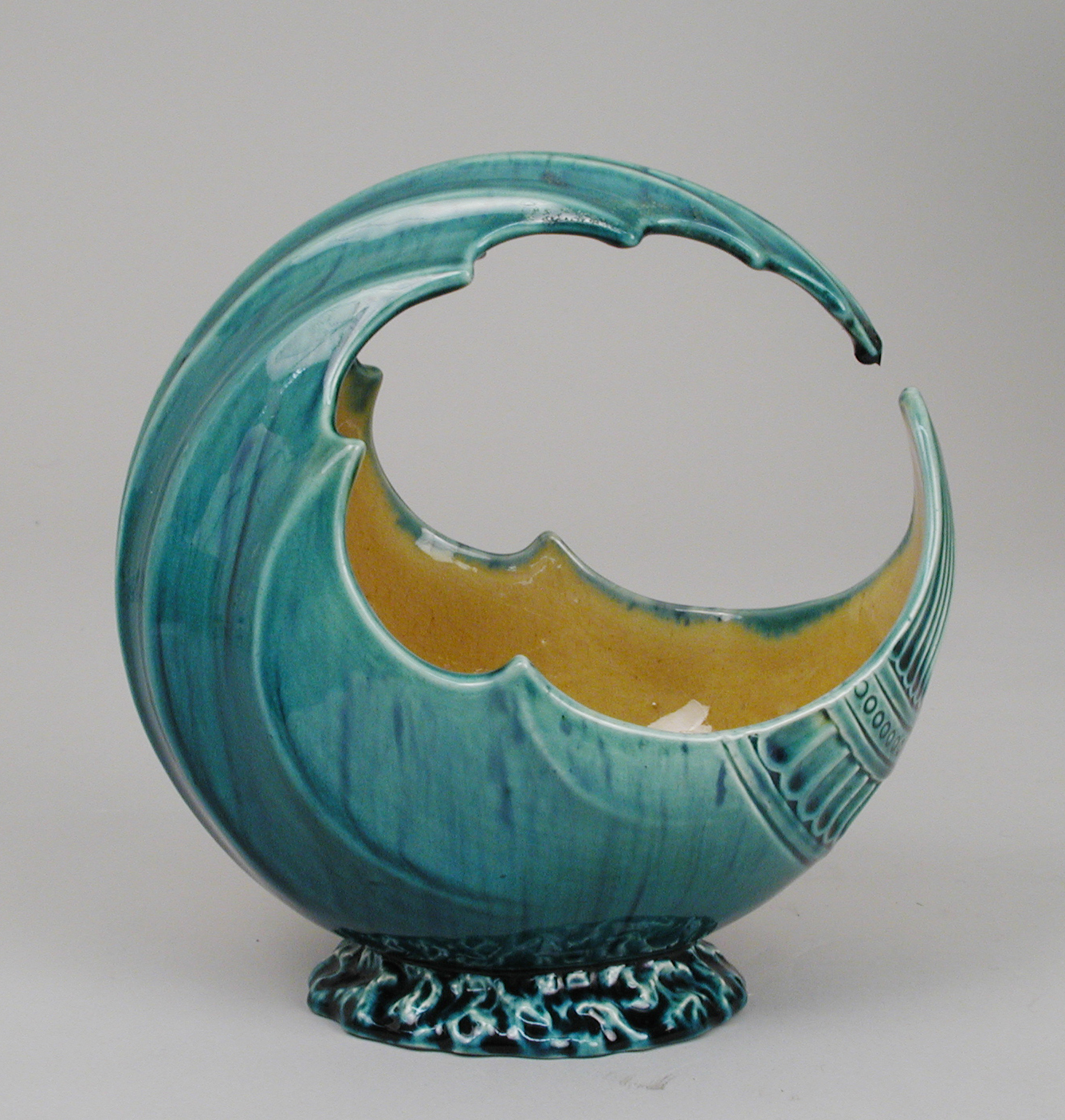
Dresser, 'Wave bowl' (c.1880)
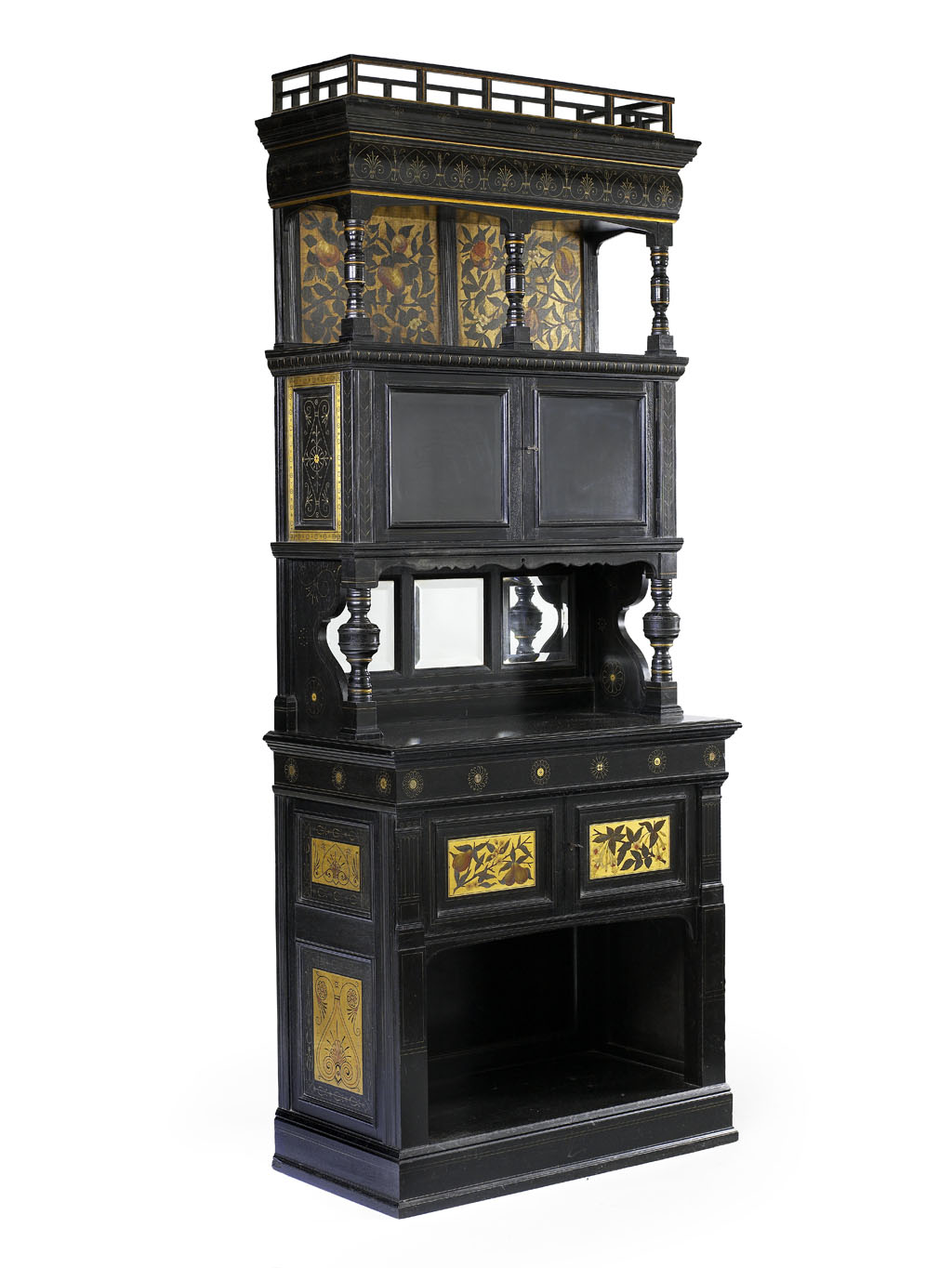
Cottier, Ebonised Cabinet (1880)
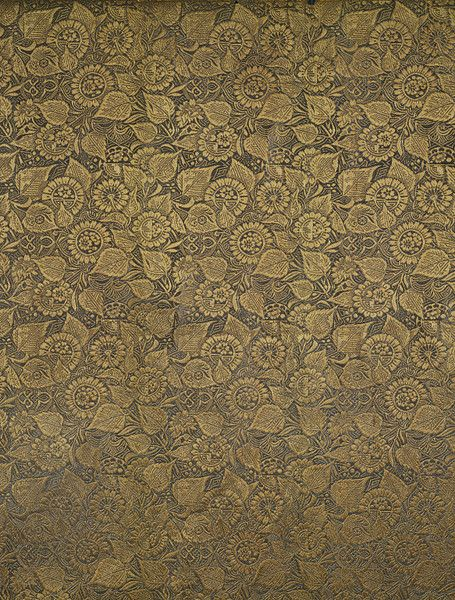
Talbert, Nagasaki design (1880)
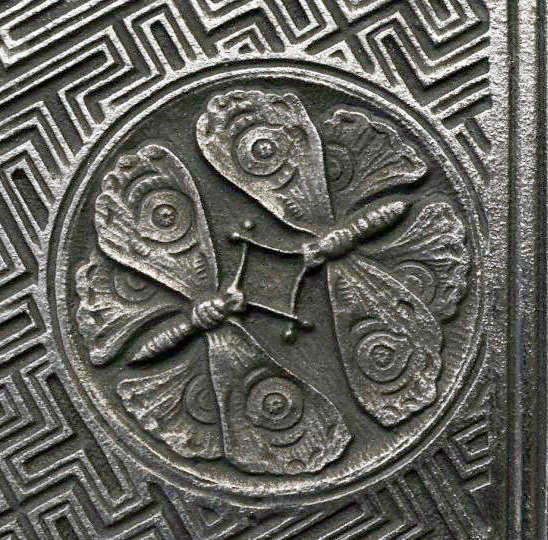
Jeckyll, Butterfly motif (c.1880-1881)
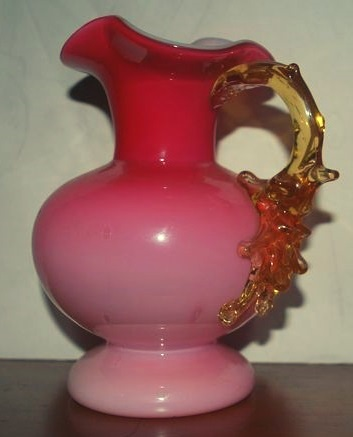
Steven & Williams, 'Matsu-no-Kee' Style Art-Glass (c.1884)
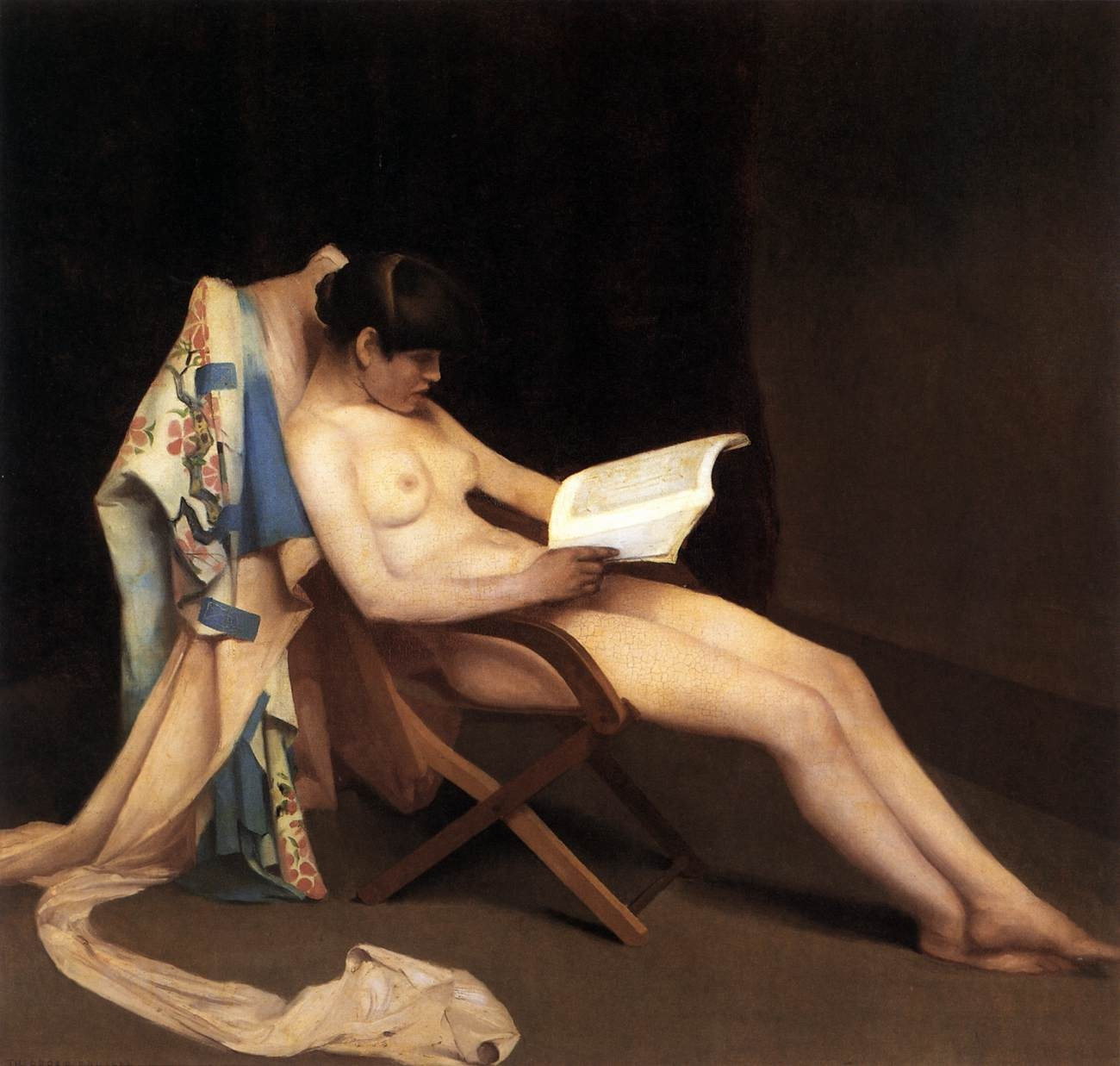
Roussel, Reading Girl (1886)
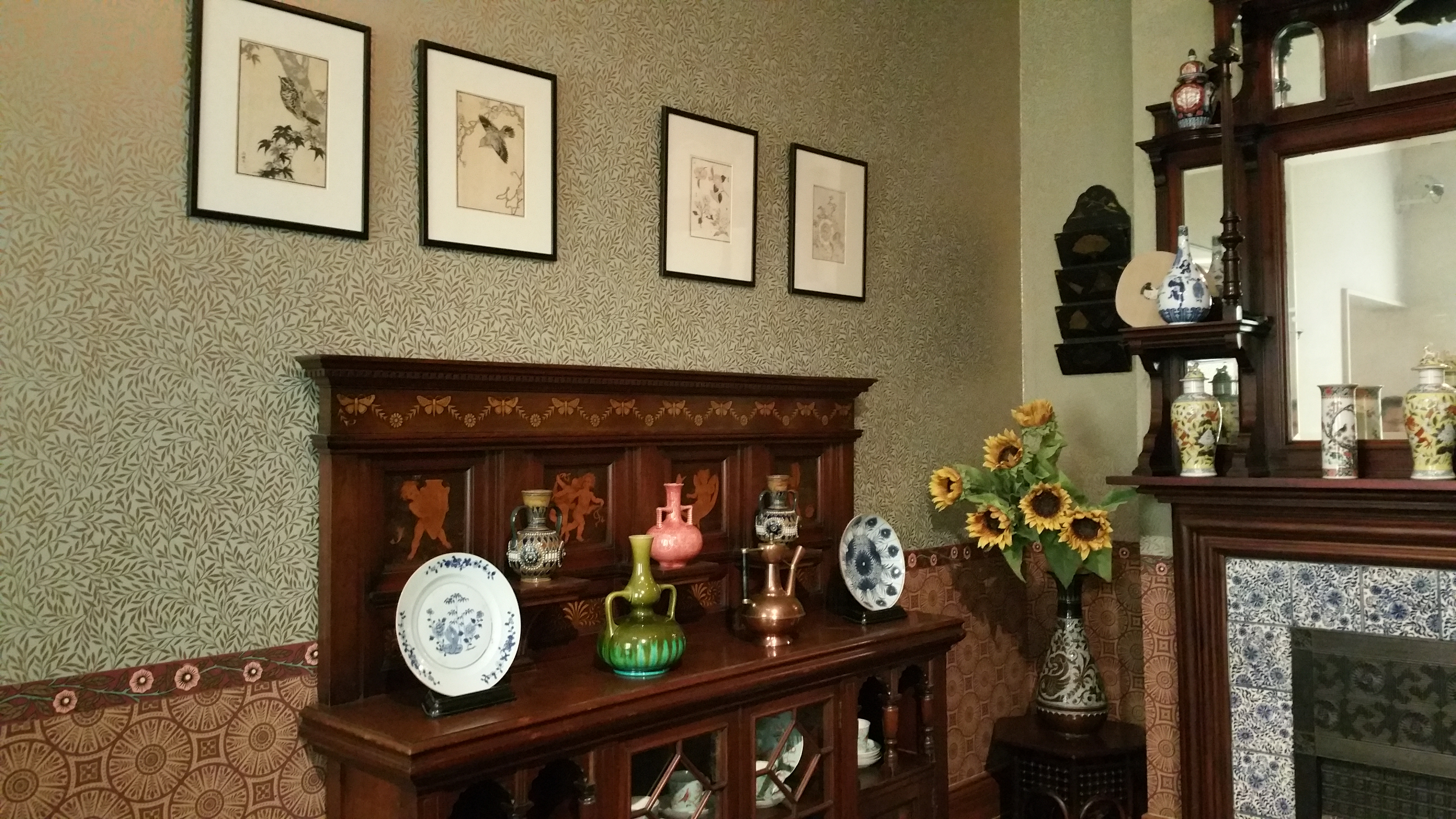
Museum of the Home, Aesthetical Interior (1882-1888)
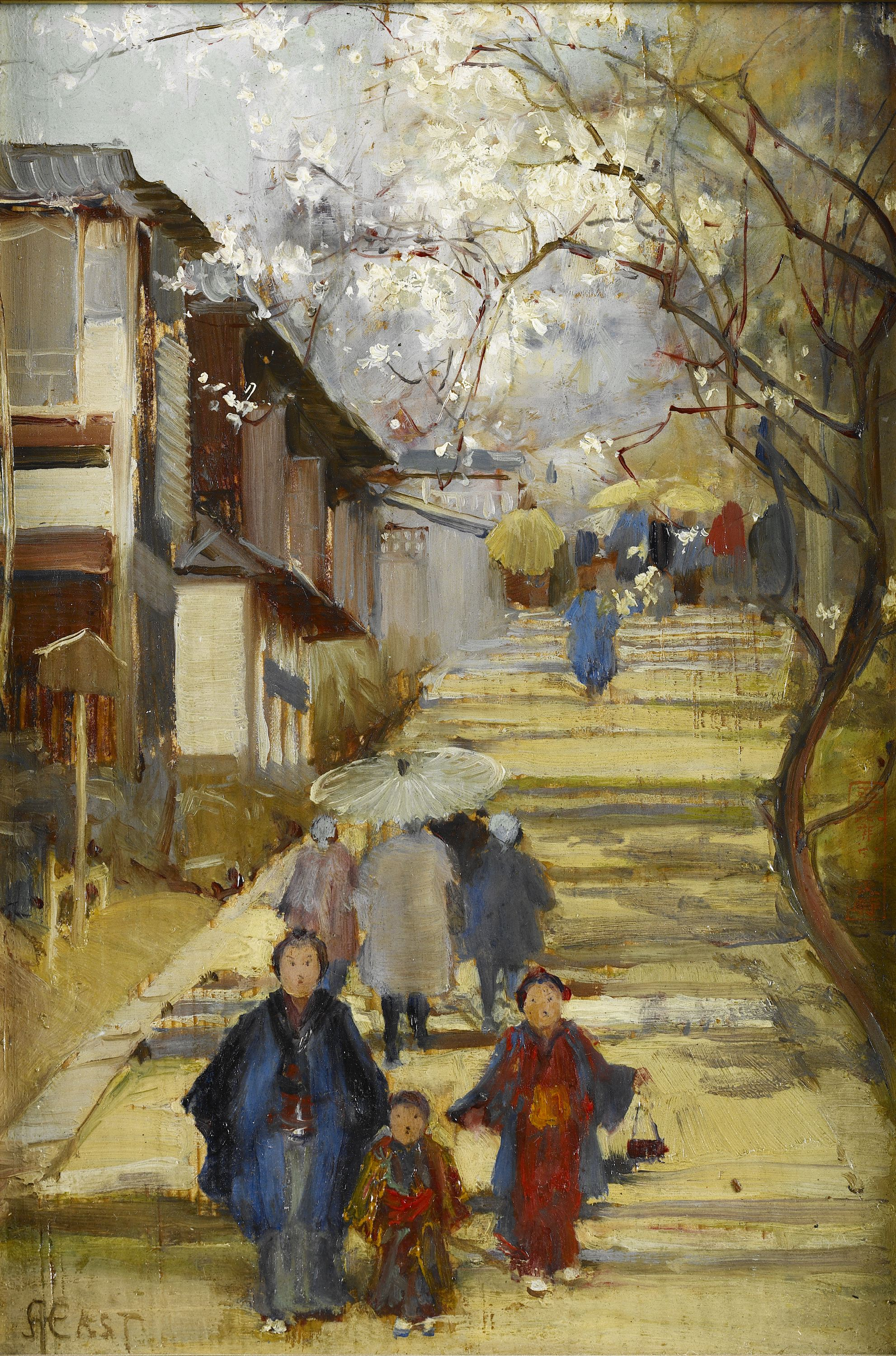
East, Steps to Maruyama (1888)

### 1890-1899; 階級意識

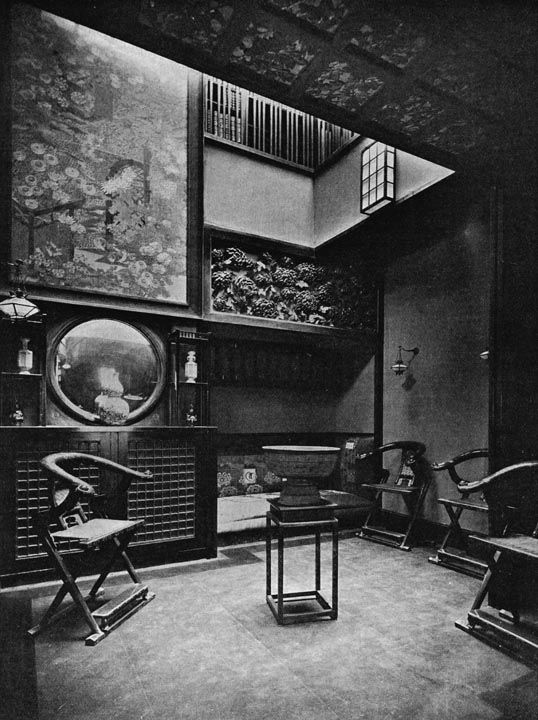
メンペス、ロンドン「日本家屋」インテリア（1890年頃）
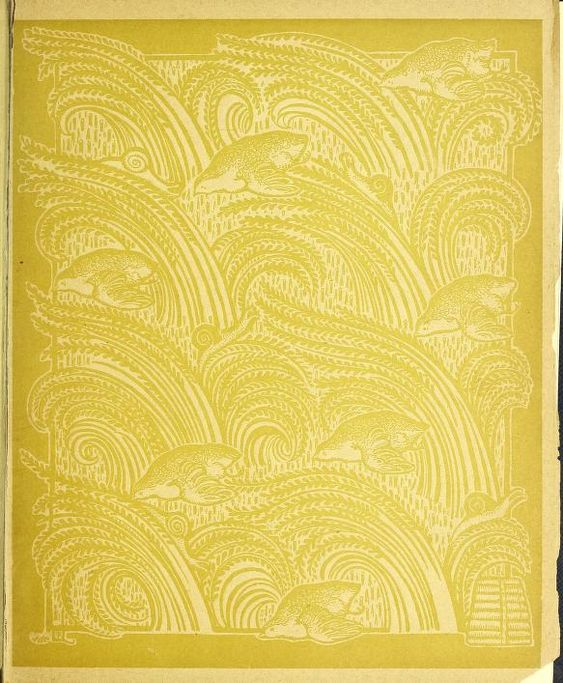
リケッツ、ザクロの口絵デザイン（1891）
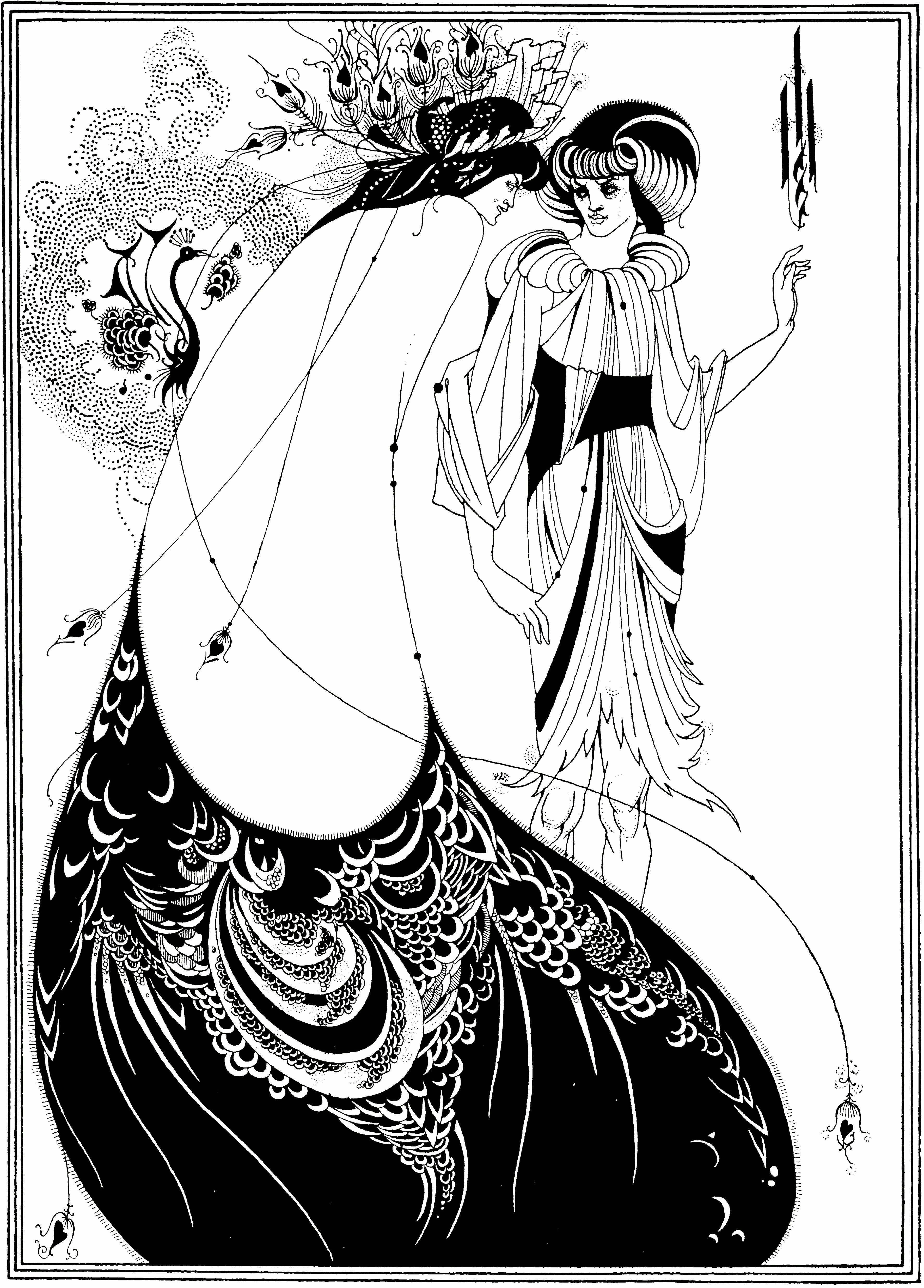
ビアズリー、ピーコックスカートイラスト
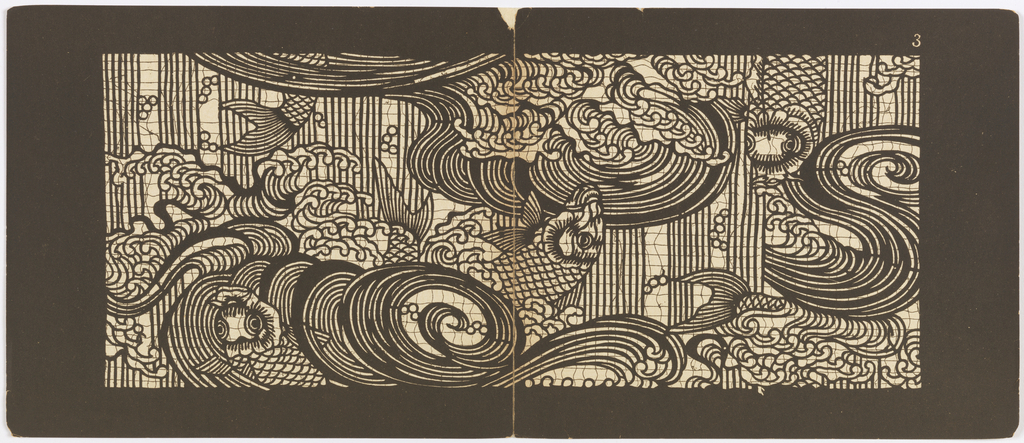
チューアー、カタガミ壁紙ステンシル（1893）
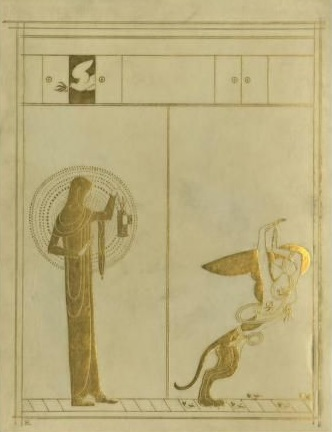
リケッツ、スフィンクスデザイン（1894）
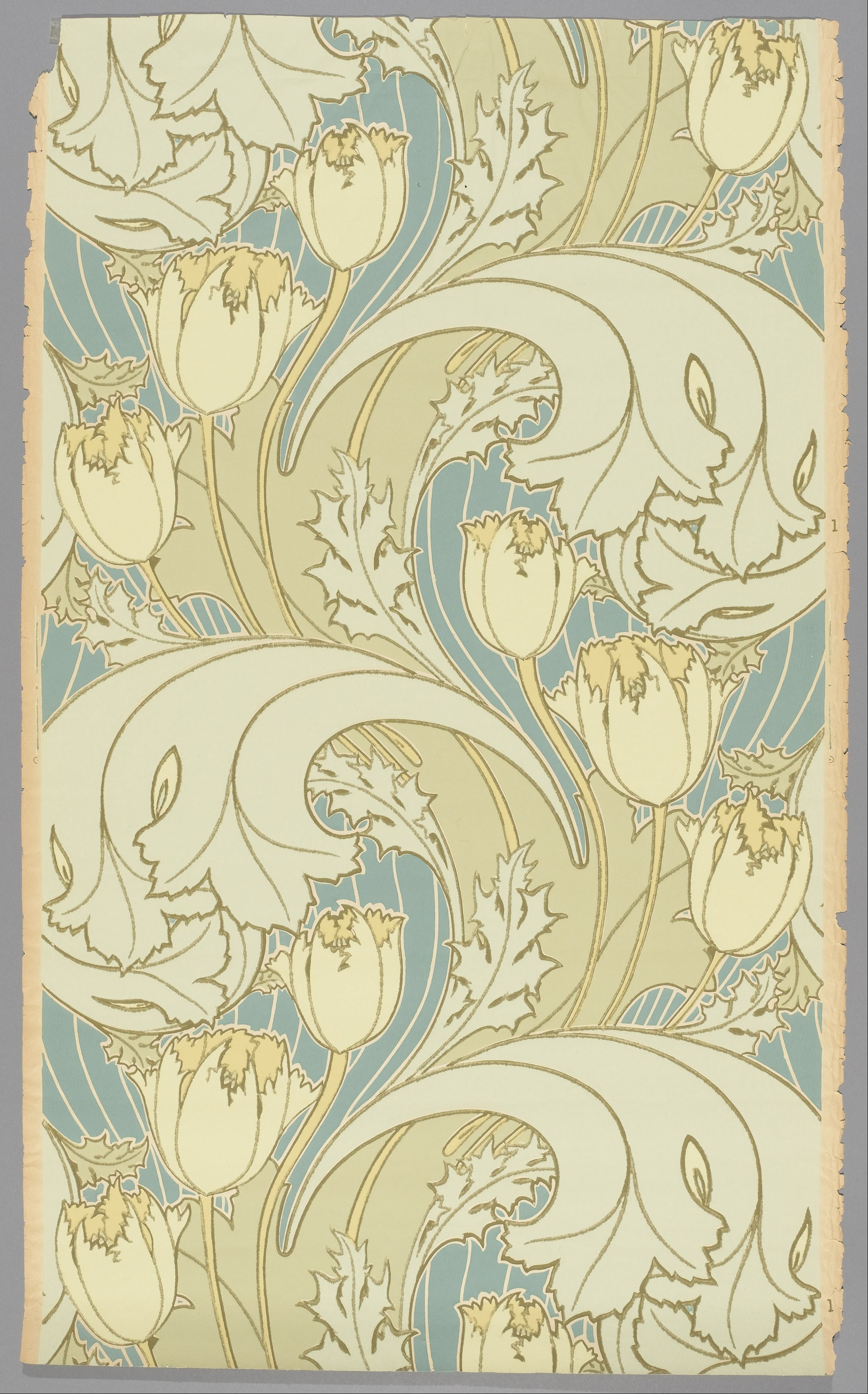
ボイジー、リバティ壁紙（1893-95）

#### リバティーズとモダンスタイル; 1900-1915

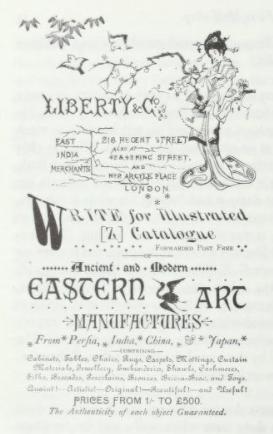
リバティの広告（1880）

#### ガーデンデザイン1901-1910

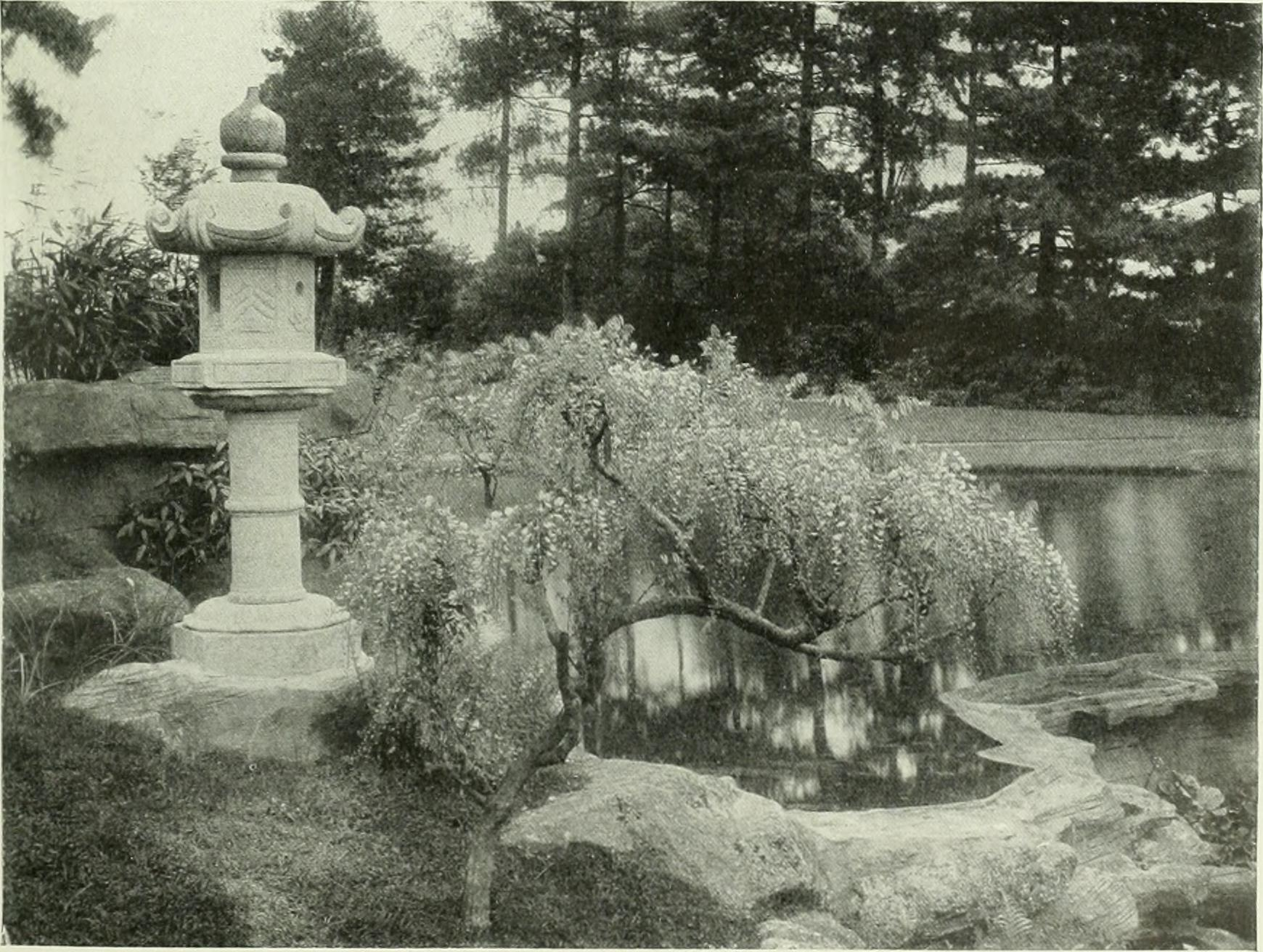
ヘンリーオンテムズのフライアーパークにある石灯籠と矮性藤（1899年頃、フランククリスプ作）

### 1900-1925; モダニズムと二国間交流

#### 二国間職人交換; 1901-1923

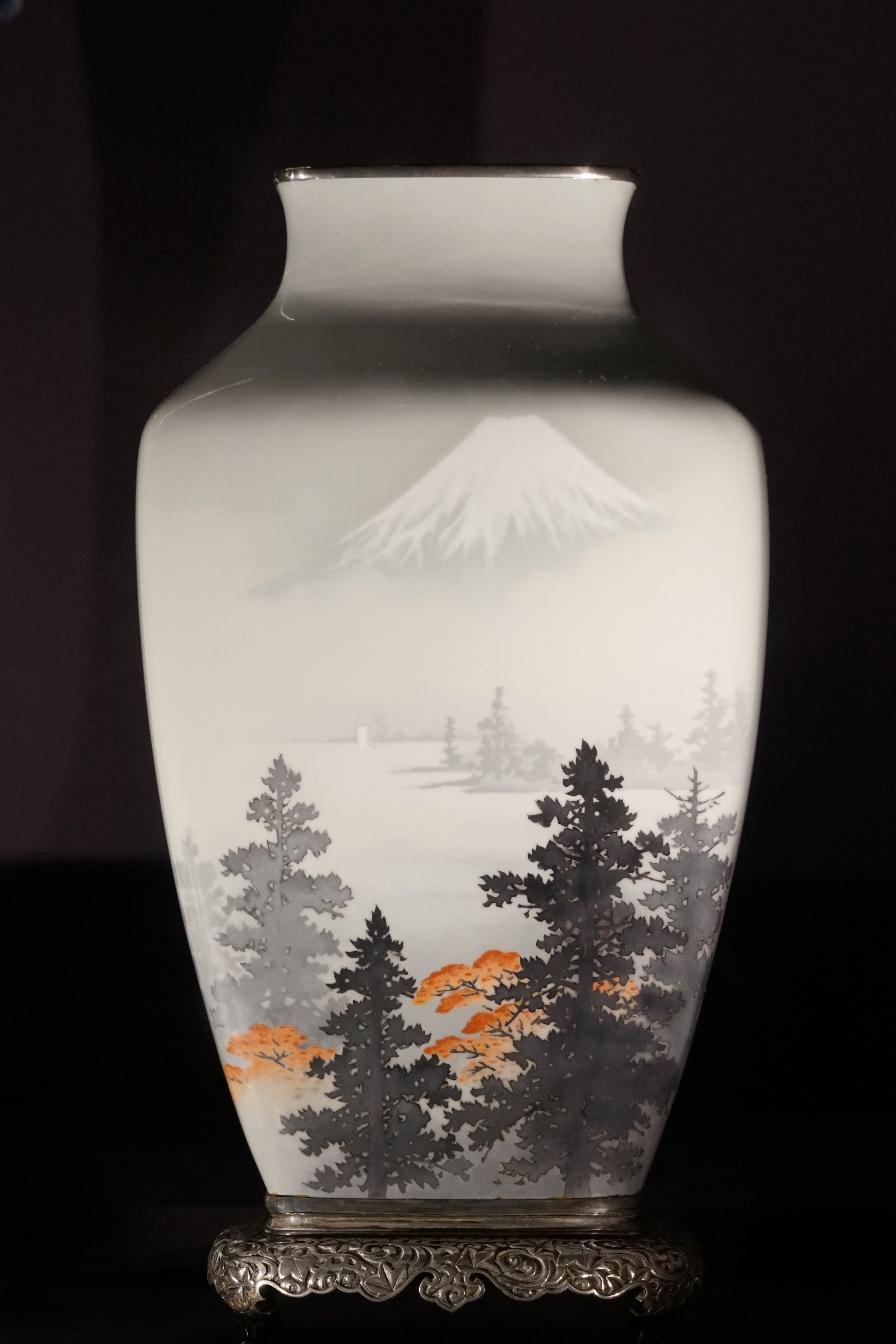
1910年にシェパーズブッシュ展に出品された花瓶

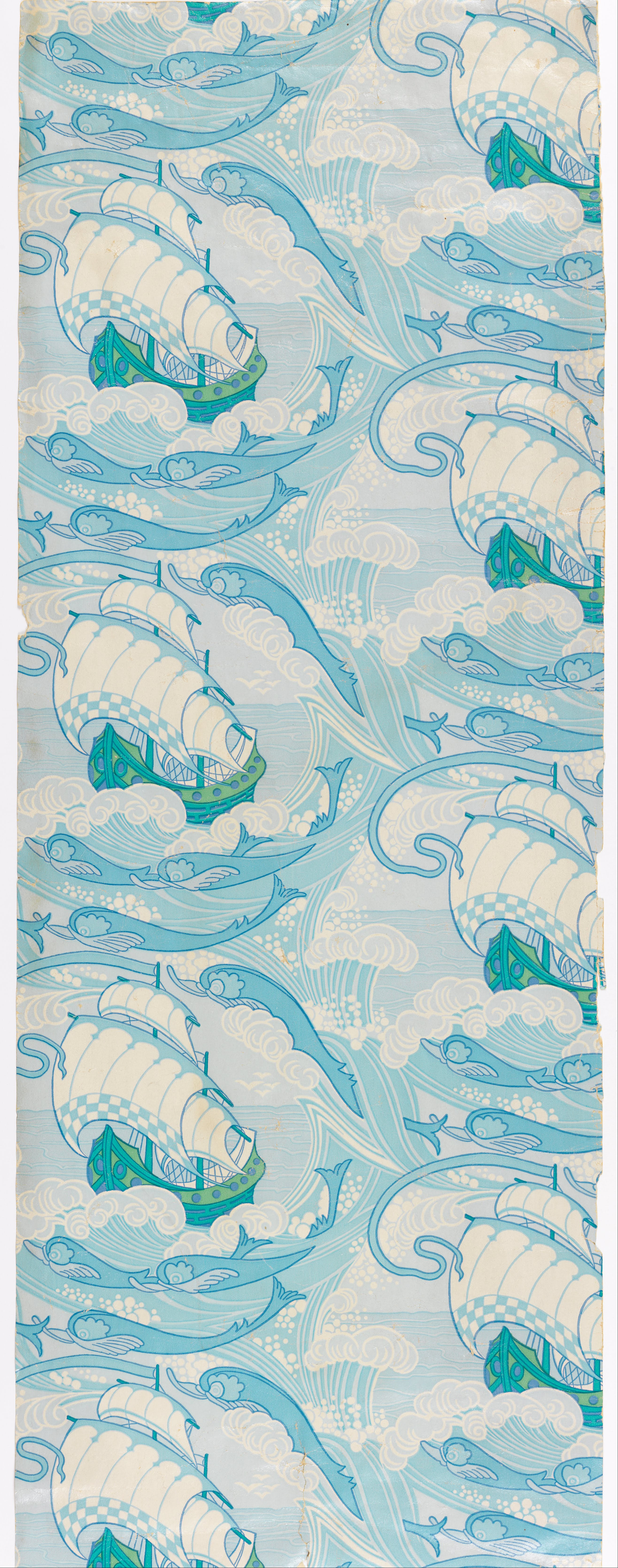
ドレッサー; サイド壁紙デザイン（c.1880-1904）
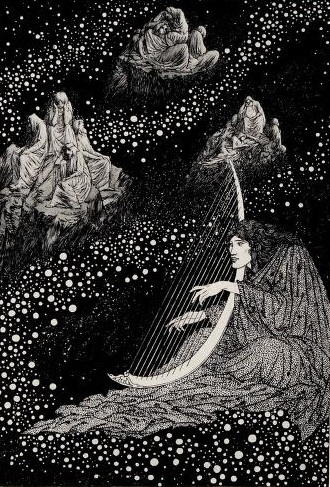
シメ、シモノカニのダージ（1906）
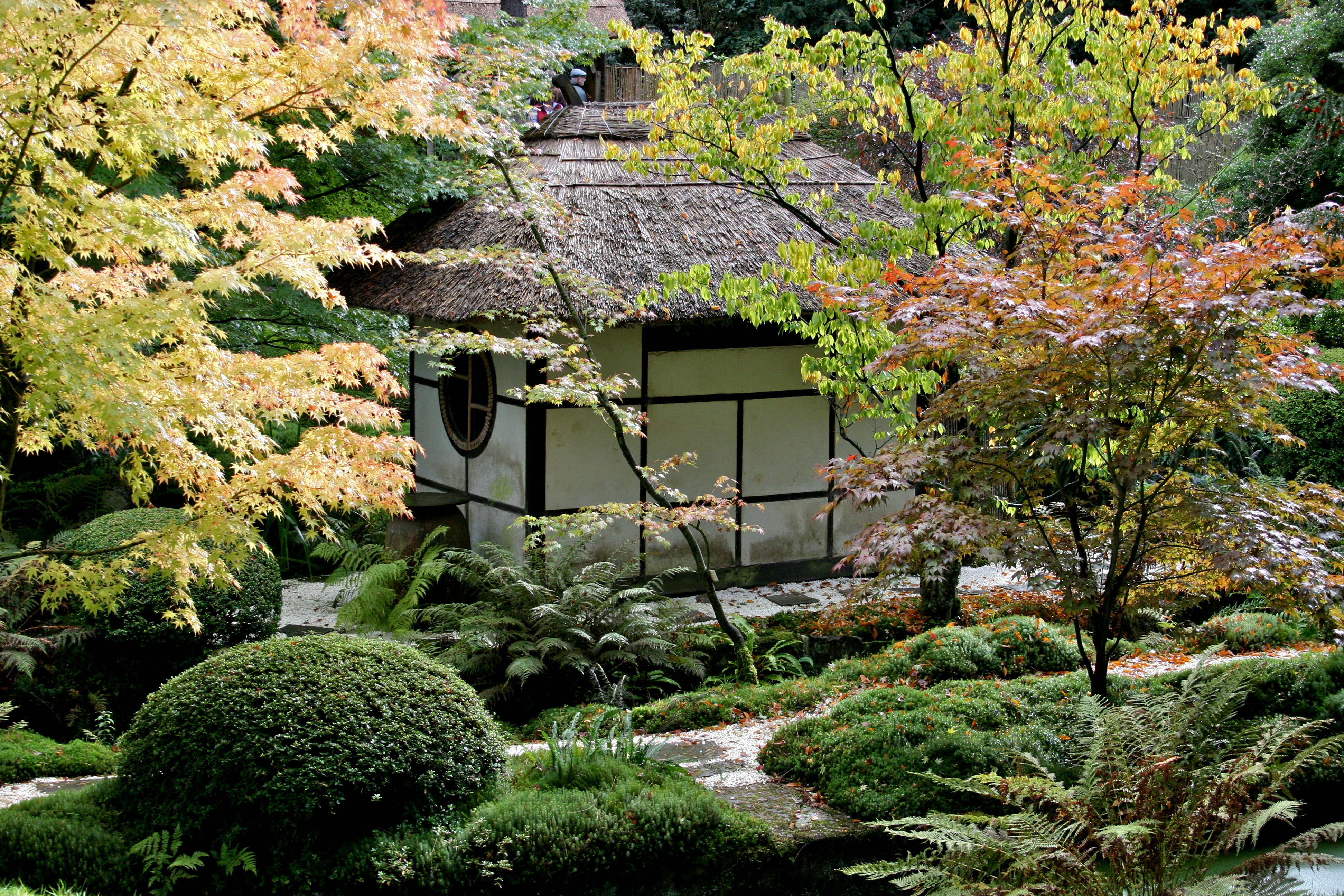
タットンの タットン公園、日英様式で建てられた（c.1910-1911）
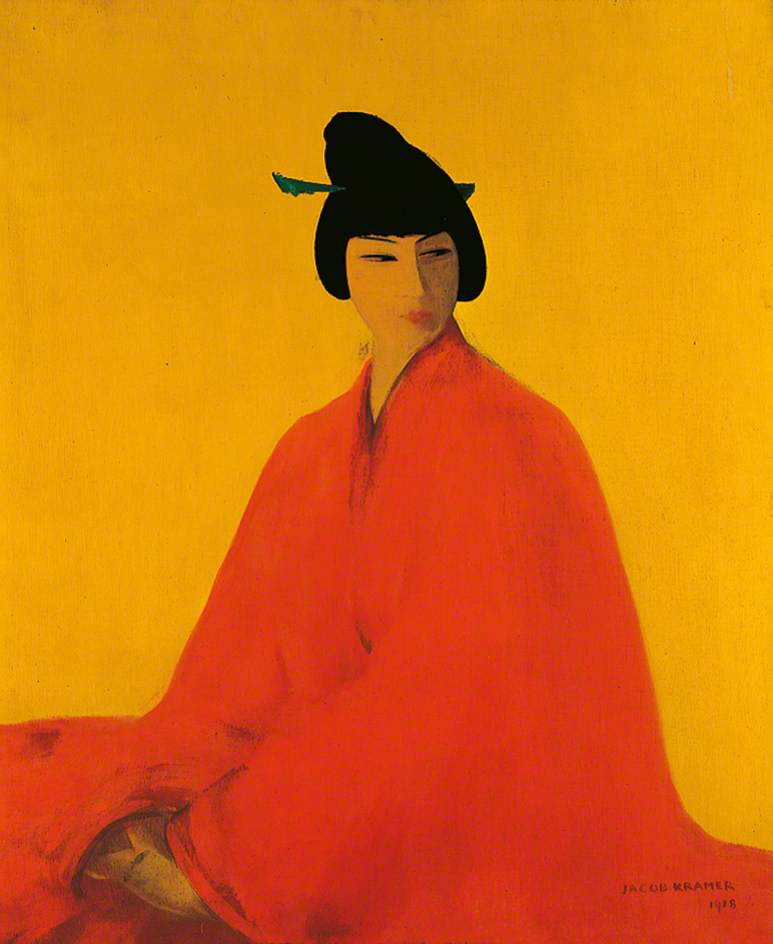
クレイマー、日本人の女の子（1918）
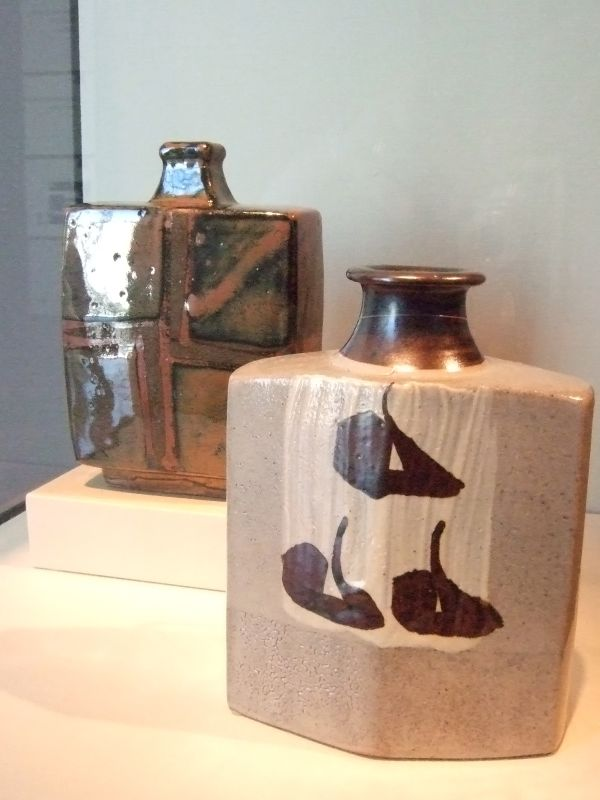
濱田庄司、益子石器と鉄釉瓶（1950〜 1960年）

## 厳選作品（ギャラリー）

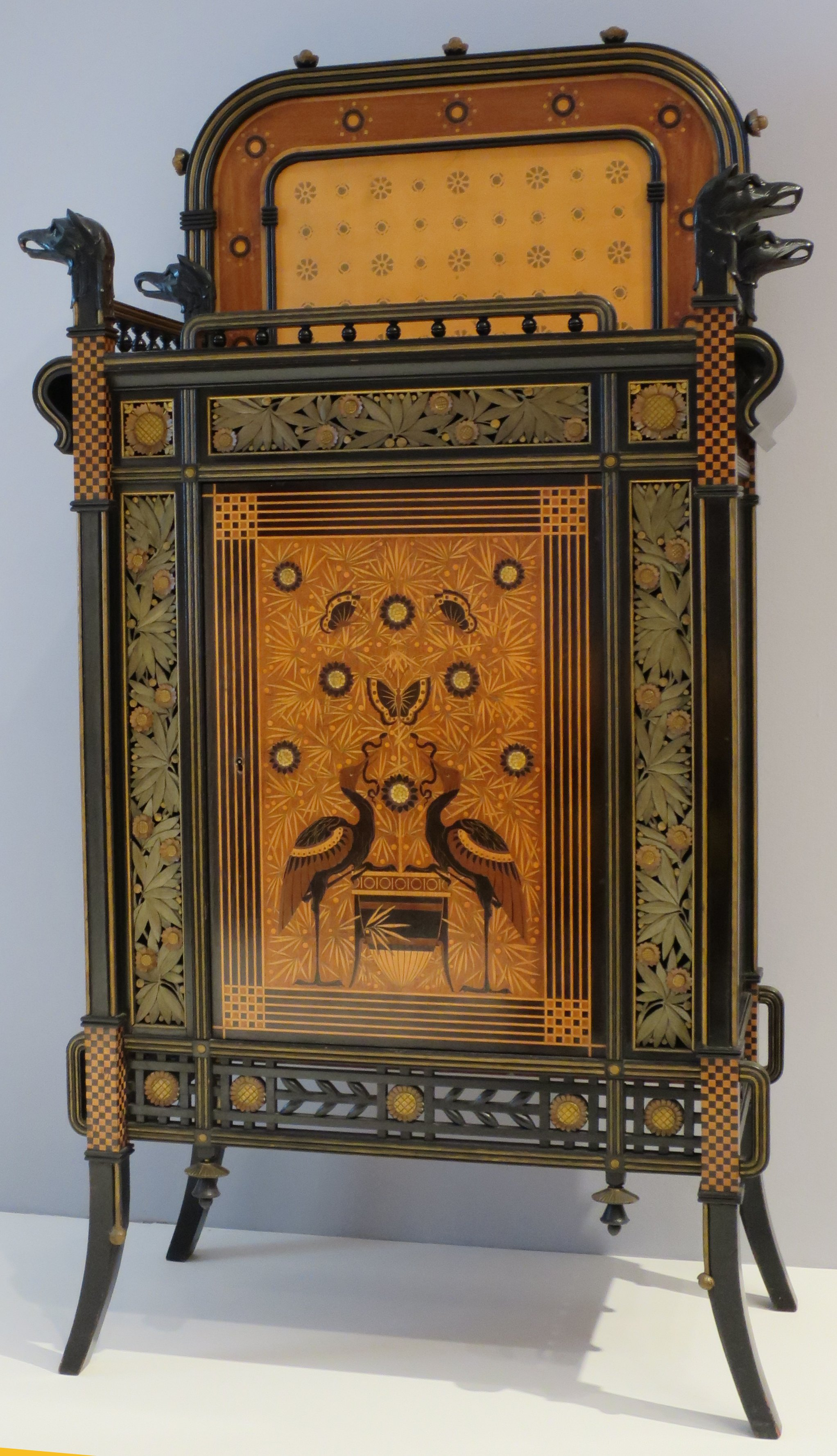
ハーターブラザーズ事務所の音楽室、1875年ごろ

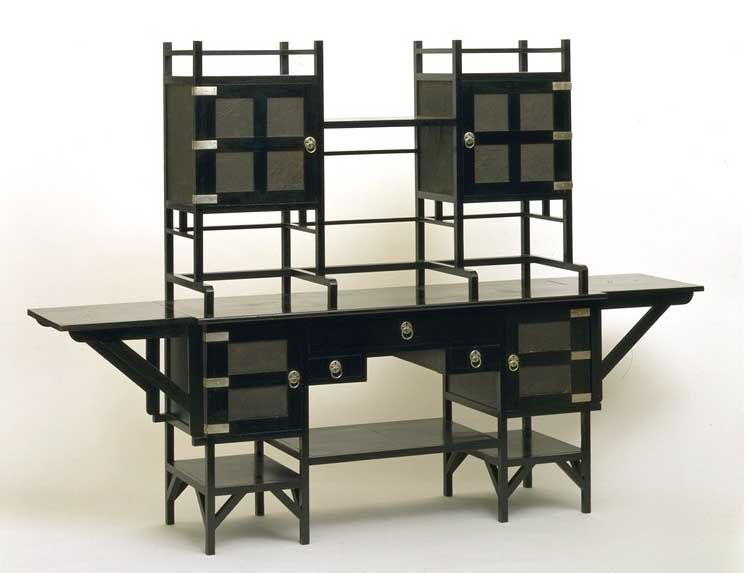
エドワード・ウィリアム・ゴッドウィン。 1870年のサイドボードまたはデスク。ビクトリア・アンド・アルバート博物館、ロンドン。
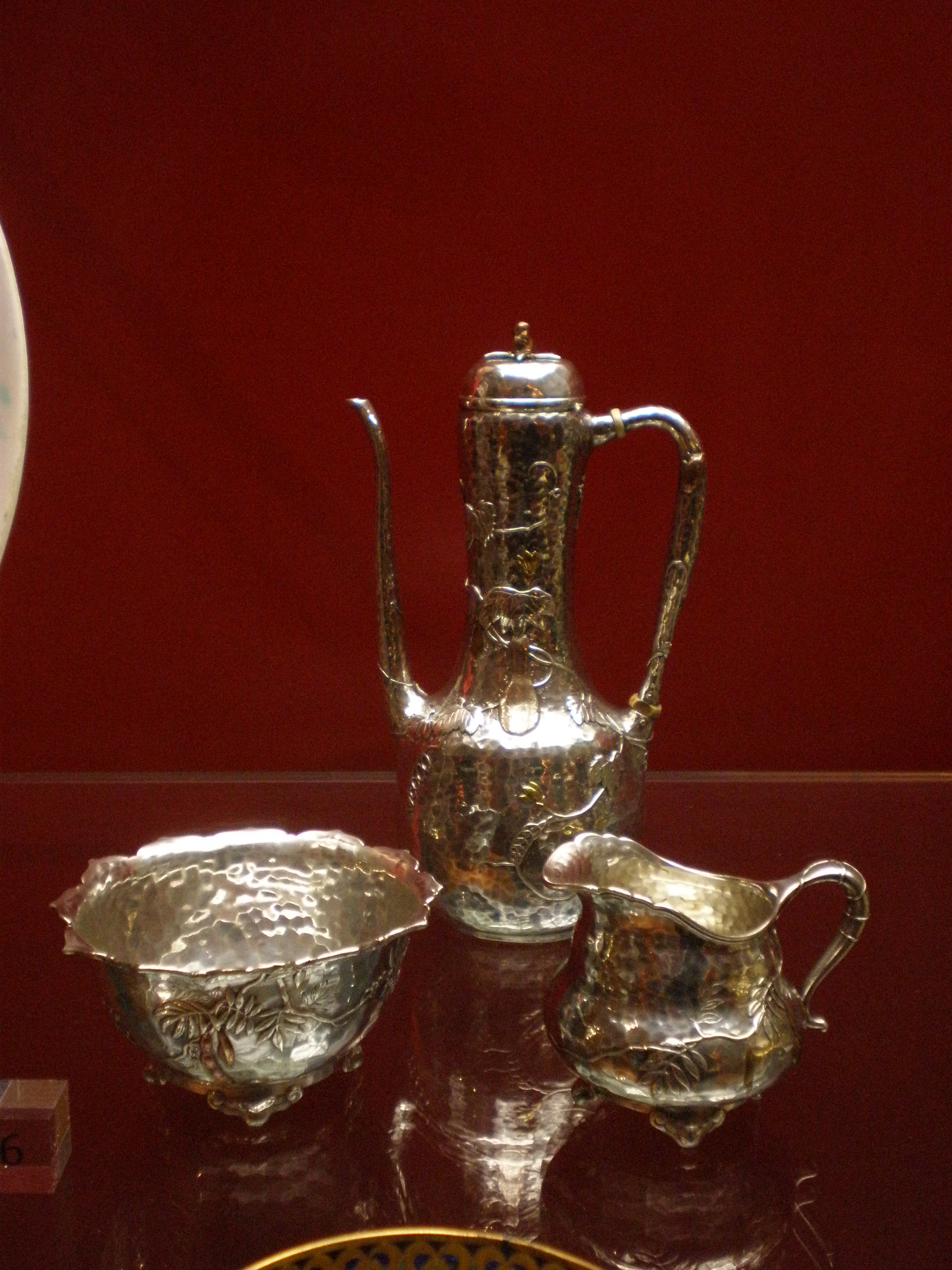
シルバーコーヒーセット、Tiffany＆Co.、 1880年
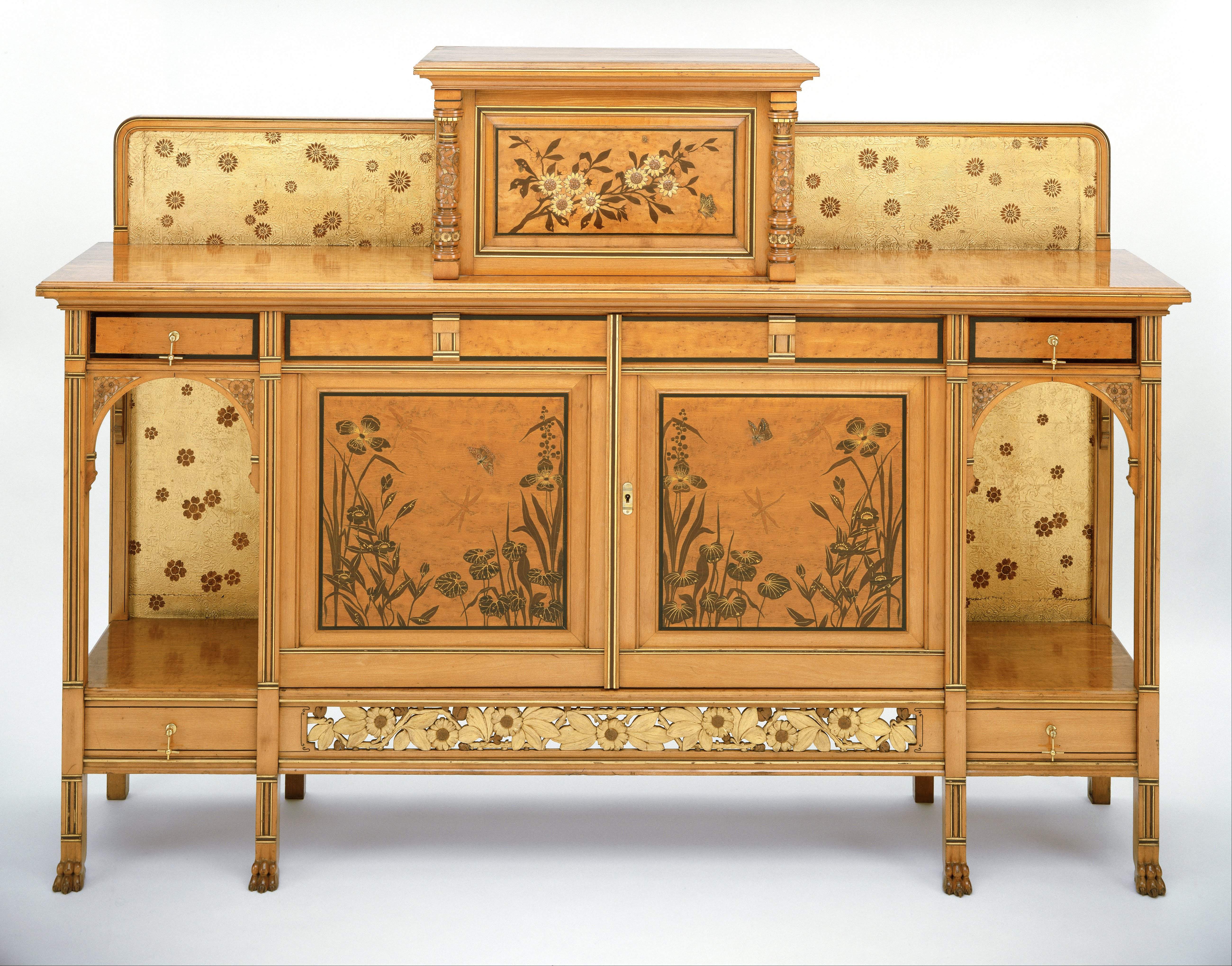
キャビネット、ヘルターブラザーズ、1880年ごろ

### アメリカのアングロジャパニーズ・スタイル

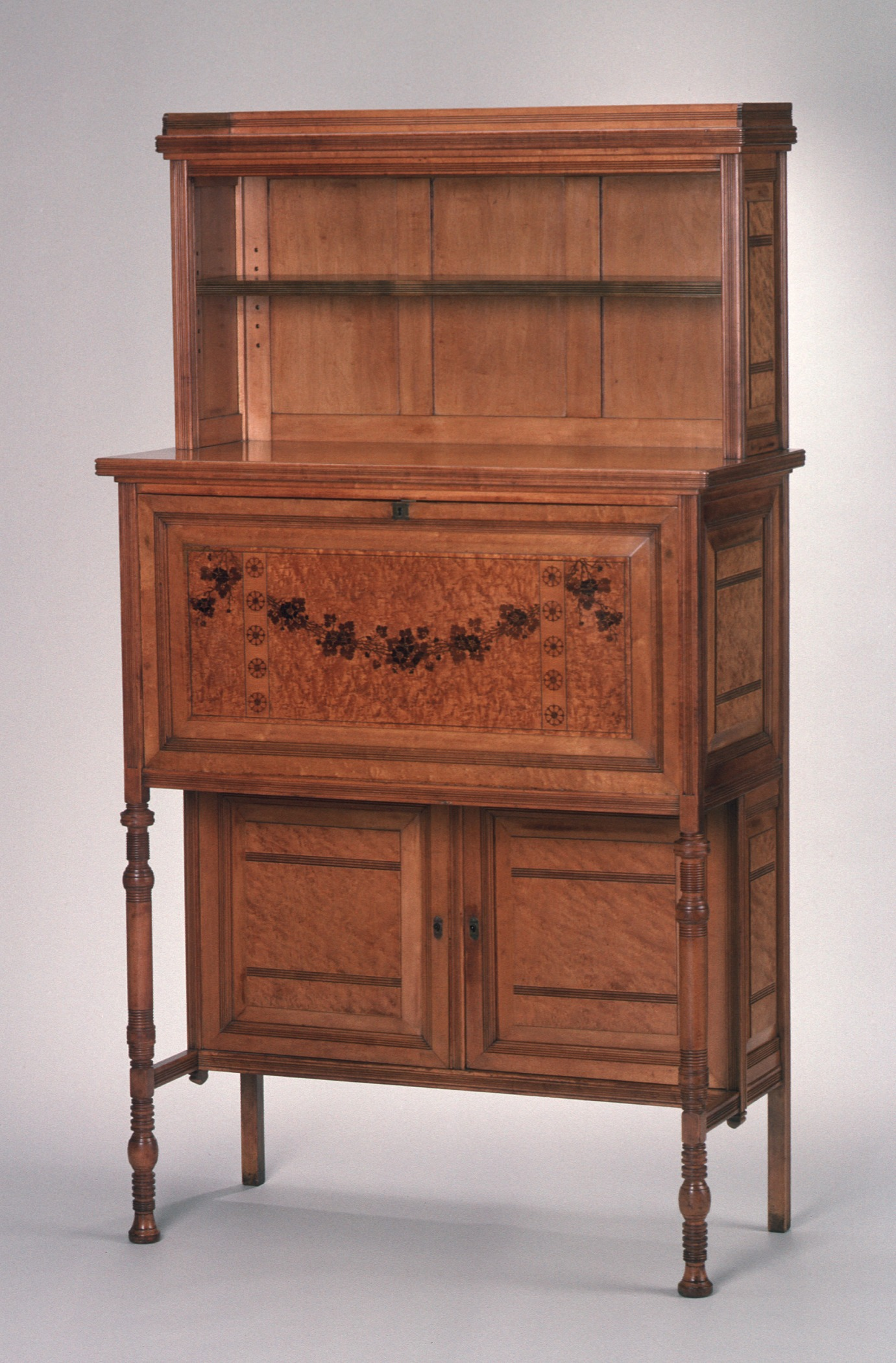
フォールフロントデスク、Herter Brothers（1865-1905）
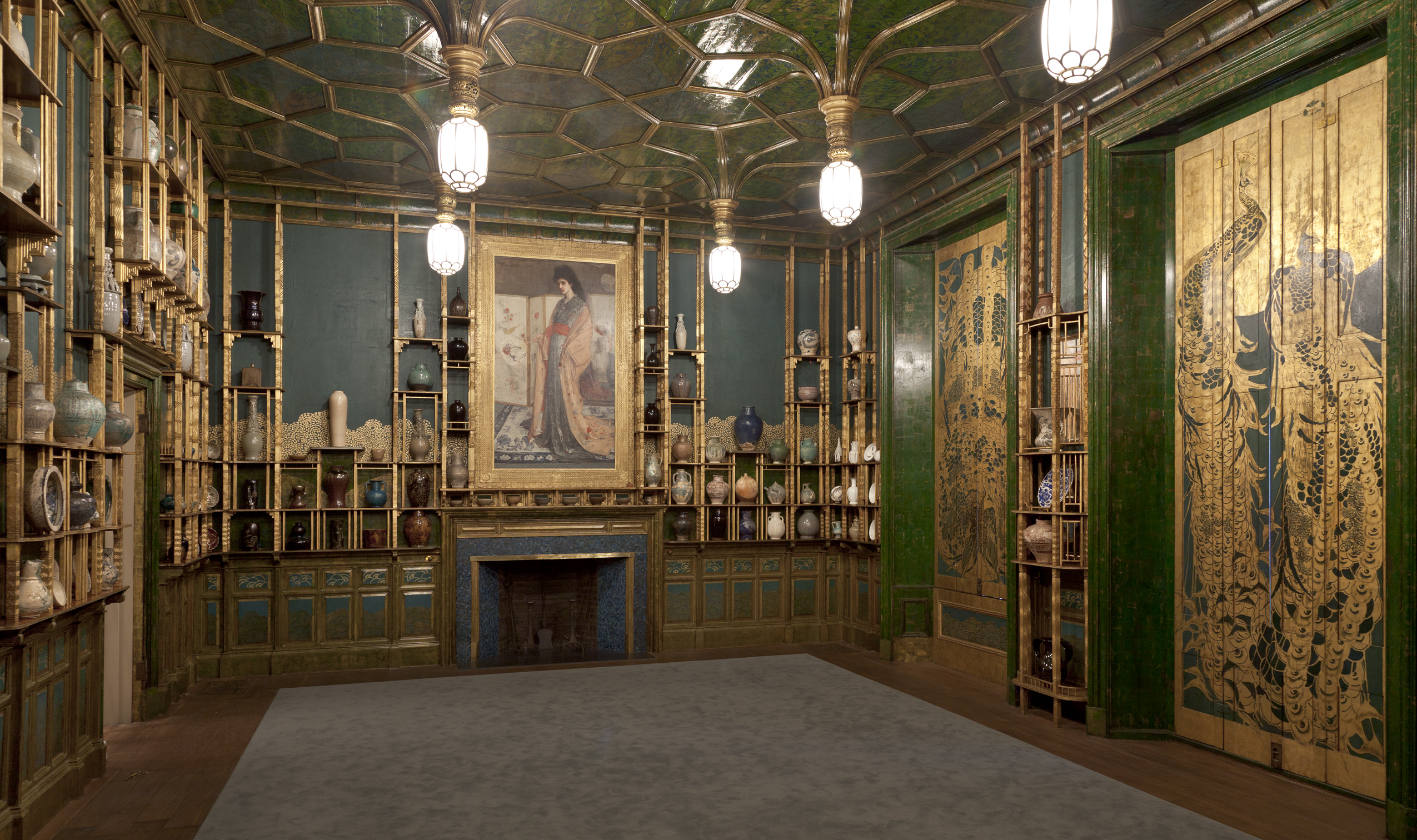
トーマス・ジェカイル（1873-76）によって設計され、ジェームズ・マクニール・ウィスラー（ 1876–77）によって塗り替えられたピーコックルーム
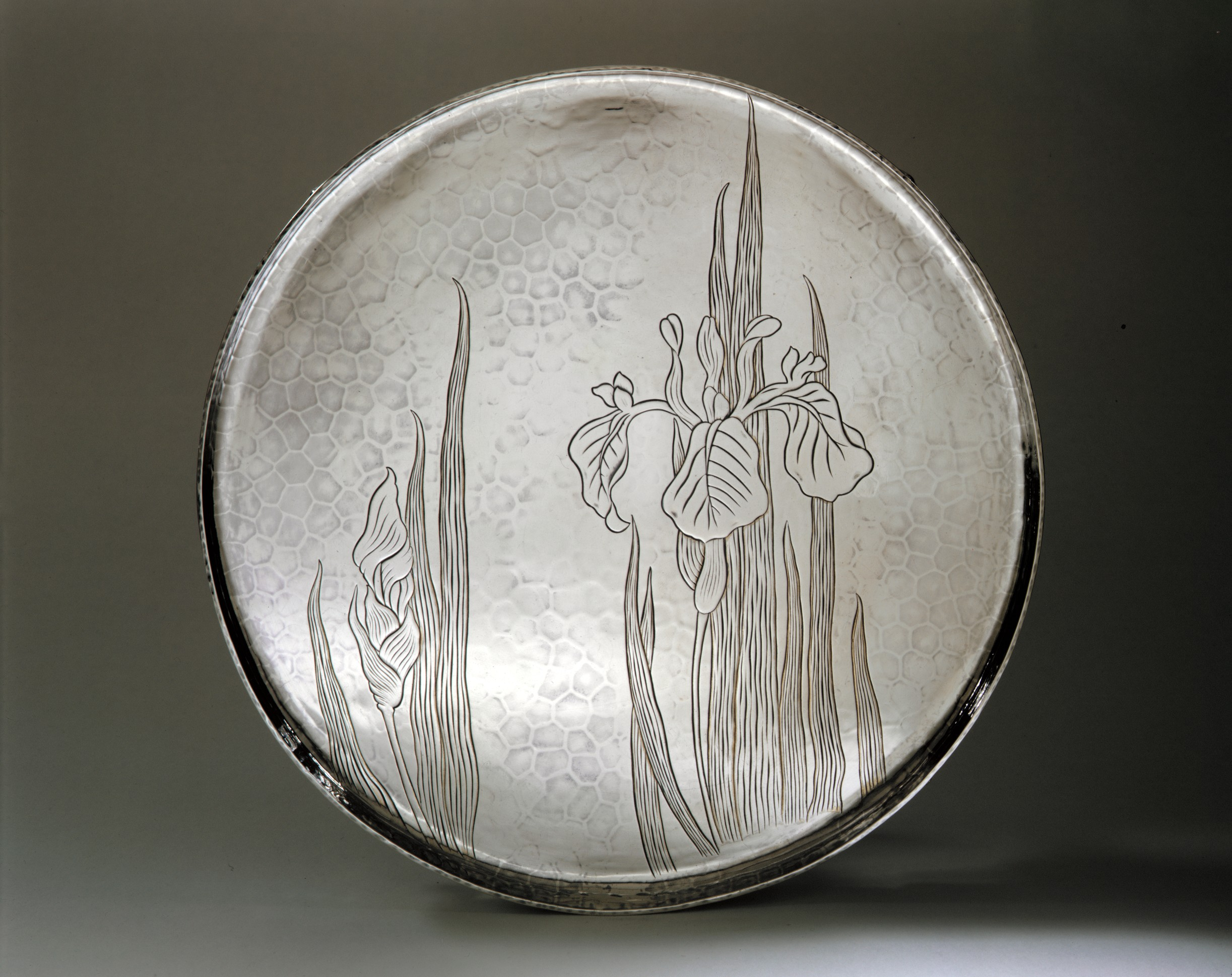
ティファニー（1879） によるアイリスモチーフのシルバープレート
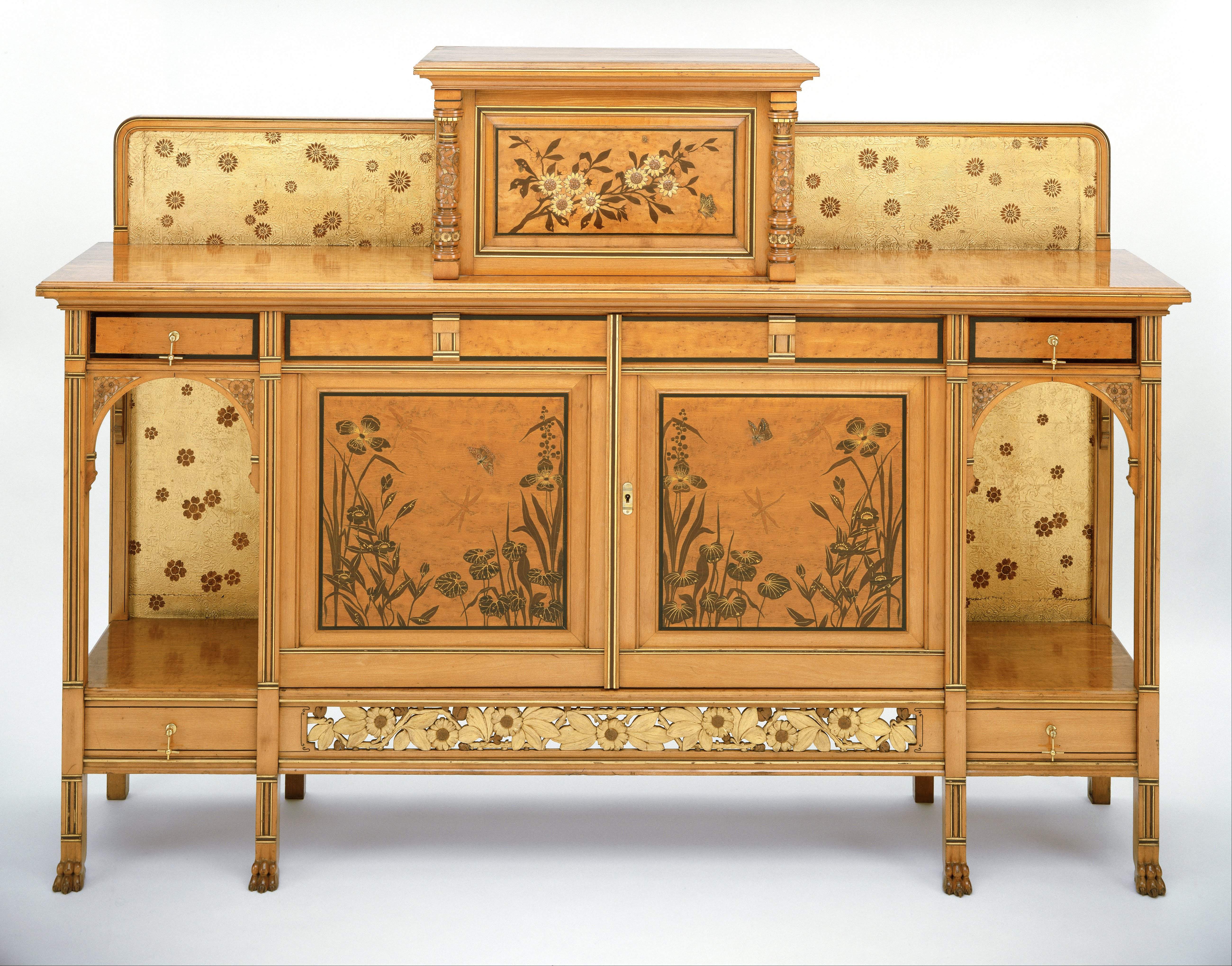
ヘルターブラザーズによるキャビネット（1880年頃）
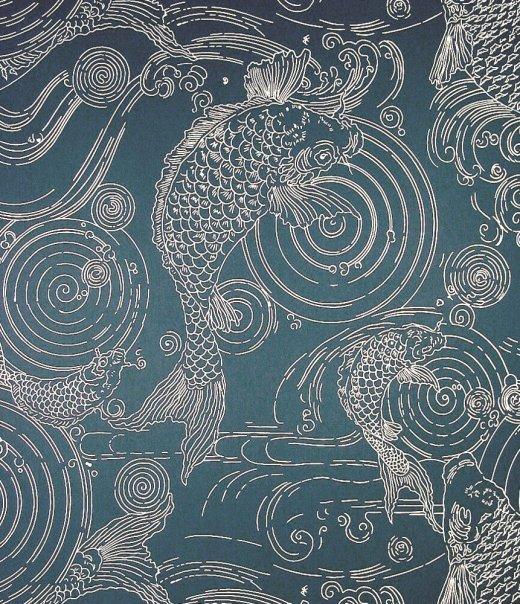
キャンディス・ウィーラー（1885-1905年頃） による日本の鯉をモチーフにした壁紙用ステンシル
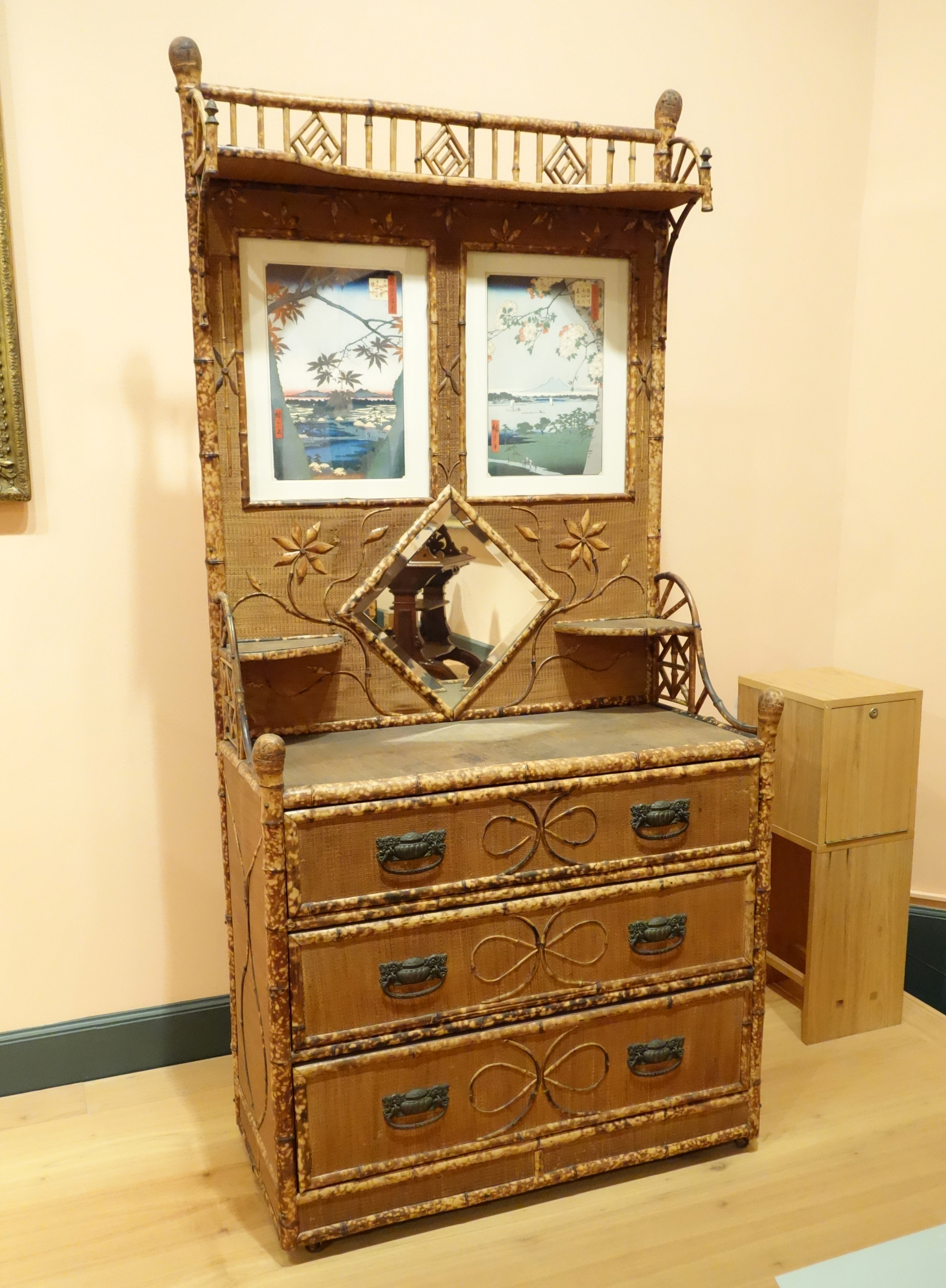
箪笥、にむら＆さとう、1905年